# Liste von Burgen, Schlössern und Festungen im Département Dordogne
Die Liste von Burgen, Schlössern und Festungen im Département Dordogne listet bestehende und abgegangene Anlagen im Département Dordogne auf. Das Département zählt zur Region Nouvelle-Aquitaine in Frankreich.

Wappen des Départements Dordogne (24)
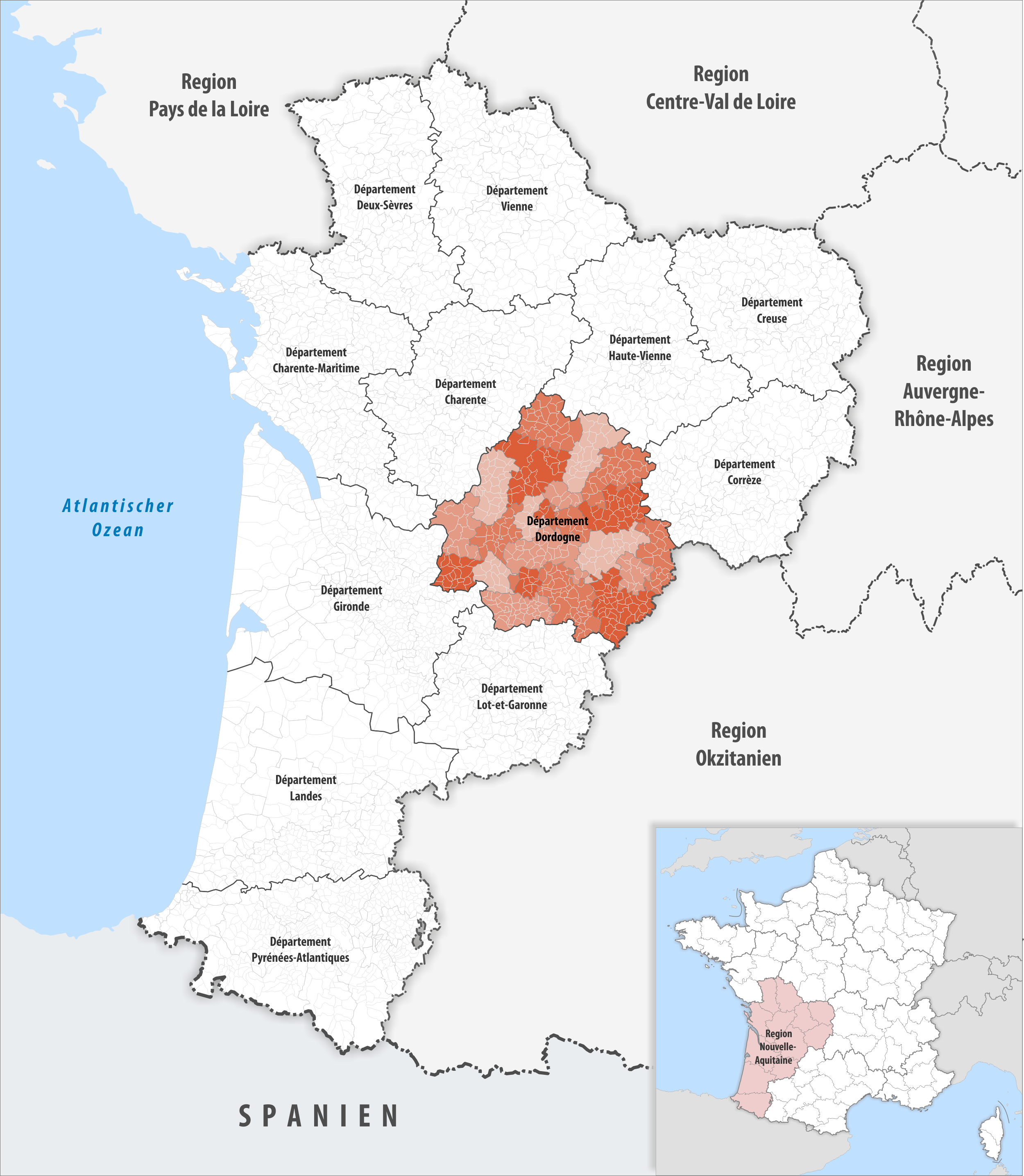
Lage des Départements Dordogne in der Region Nouvelle-Aquitaine
Lage der Region Nouvelle-Aquitaine in Frankreich

## Liste
Bestand am 4. September 2021: 1092
| Name deu / fra                                                                        | Gemeinde / Lage                                   | Typ (Untertyp)          | Bemerkungen | Bild |
| ------------------------------------------------------------------------------------- | ------------------------------------------------- | ----------------------- | --- | ---- |
| Schloss L’Abbe Château de l'Abbe                                                      | Terrasson-Lavilledieu                             | Schloss                 | Abgegangen |      |
| Schloss L’Âge Château de l'Âge (Domaine de Lage)                                      | Sceau-Saint-Angel                                 | Schloss                 | Ruine |      |
| Herrenhaus Les Ages Manoir des Ages                                                   | Monsec                                            | Schloss (Herrenhaus)    | |      |
| Schloss Agonac Château d'Agonac                                                       | Agonac 45,292733° N, 0,750094° O                  | Schloss                 | Im Jahr 980 errichtet und zu verschiedenen Zeiten umgebaut |      |
| Schloss Aiguevive Château d'Aiguevive                                                 | Saint-Vincent-de-Cosse 44,840931° N, 1,115319° O  | Schloss                 | |      |
| Schloss Aillac Château d'Aillac                                                       | Carsac-Aillac 44,840652° N, 1,302008° O           | Schloss                 | |      |
| Herrenhaus L’Air Manoir de l'Air                                                      | La Chapelle-Aubareil                              | Schloss (Herrenhaus)    | |      |
| Burg Ajat Château d'Ajat                                                              | Ajat 45,156389° N, 1,015361° O                    | Burg                    | Zwei Wohntrakte und die Burgkapelle (heute Pfarrkirche) sind erhalten |      |
| Schloss Les Allois Château des Allois                                                 | Vaunac                                            | Schloss                 | |      |
| Herrenhaus Les Alloix Manoir des Alloix                                               | Vaunac                                            | Schloss (Herrenhaus)    | |      |
| Schloss Ambelle Château d'Ambelle                                                     | Sainte-Croix-de-Mareuil 45,480241° N, 0,440639° O | Schloss                 | Heute ein Bauernhof, ein Turm ist erhalten |      |
| Schloss Les Andrivaux Château des Andrivaux                                           | Valeuil 45,337167° N, 0,619306° O                 | Schloss                 | |      |
| Herrenhaus Les Angles Manoir des Angles                                               | Queyssac                                          | Schloss (Herrenhaus)    | |      |
| Schloss Anlhiac Château d'Anlhiac                                                     | Anlhiac                                           | Schloss                 | |      |
| Schloss Ans Château d'Ans                                                             | La Boissière-d’Ans                                | Schloss                 | |      |
| Schloss Antoniac Château d'Antoniac                                                   | Razac-sur-l’Isle                                  | Schloss                 | Schloss des Dramatikers und Dichters François Joseph de Lagrange-Chancel (1677–1758) |      |
| Schloss L’Arbaleste Château de l'Arbaleste                                            | Saint-Aubin-de-Cadelech                           | Schloss                 | |      |
| Schloss Argentonesse Château d'Argentonesse                                           | Castels                                           | Schloss                 | Heute ein Hotel |      |
| Schloss Artigeas Château d'Artigeas                                                   | Châtres                                           | Schloss                 | |      |
| Schloss Auberoche Château d'Auberoche                                                 | Fanlac                                            | Schloss                 | |      |
| Burg Auberoche Château d'Auberoche                                                    | Le Change                                         | Burg                    | Ruine |      |
| Herrenhaus L’Aubespin Manoir de l'Aubespin                                            | Monsaguel                                         | Schloss (Herrenhaus)    | |      |
| Schloss L’Aubespin Château de l'Aubespin                                              | Monsaguel                                         | Schloss                 | |      |
| Schloss Aucors Château d'Aucors                                                       | Beaussac                                          | Schloss                 | |      |
| Schloss Ayguevive Château d'Ayguevive                                                 | Cénac-et-Saint-Julien                             | Schloss                 | |      |
| Herrenhaus Ayguevive Manoir d'Ayguevive                                               | Saint-Vincent-de-Cosse                            | Schloss (Herrenhaus)    | |      |
| Schloss Azerat Château d'Azerat                                                       | Azerat                                            | Schloss                 | |      |
| Schloss Badefols-d’Ans Château de Badefols-d'Ans                                      | Badefols-d’Ans                                    | Schloss                 | |      |
| Burg Badefols Château de Badefols                                                     | Badefols-sur-Dordogne                             | Burg                    | Ruine |      |
| Schloss Bagatelle Château de Bagatelle (Domaine de Bagatelle)                         | Saint-Front-sur-Nizonne                           | Schloss                 | |      |
| Schloss Baillargeaux Château de Baillargeaux                                          | Montpon-Ménestérol                                | Schloss                 | |      |
| Schloss La Baissière Château de la Baissière                                          | Sigoulès-et-Flaugeac                              | Schloss                 | |      |
| Schloss Les Balans Château des Balans                                                 | Brantôme en Périgord                              | Schloss                 | |      |
| Schloss Balaurand Château de Balaurand                                                | Montagnac-d’Auberoche                             | Schloss                 | |      |
| Herrenhaus La Balénie Manoir la Balénie                                               | Valojoulx                                         | Schloss (Herrenhaus)    | |      |
| Schloss Banceil Château de Banceil                                                    | Thiviers                                          | Schloss                 | |      |
| Schloss Banes Château de Banes                                                        | Le Change                                         | Schloss                 | |      |
| Burg Baneuil Château de Baneuil                                                       | Baneuil                                           | Burg                    | Ruine |      |
| Burg Bannes Château de Bannes                                                         | Beaumont-du-Périgord                              | Burg                    | |      |
| Schloss Barbadeau Château de Barbadeau                                                | Champcevinel                                      | Schloss                 | |      |
| Schloss Barbary Château de Barbary                                                    | Négrondes                                         | Schloss                 | |      |
| Schloss Barbeyroux Château de Barbeyroux                                              | Salignac-Eyvigues                                 | Schloss                 | |      |
| Schloss Bard Château de Bard                                                          | Savignac-Lédrier                                  | Schloss                 | |      |
| Schloss La Barde Château de la Barde                                                  | Creyssac                                          | Schloss                 | |      |
| Schloss La Barde Château de la Barde                                                  | Saint-Cernin-de-Labarde                           | Schloss                 | Weingut |      |
| Burg La Barde Château de la Barde                                                     | Saint-Crépin-de-Richemont                         | Burg                    | |      |
| Schloss La Barde Château de la Barde                                                  | Sainte-Foy-de-Belvès                              | Schloss                 | Derzeit ein Haus für Mädchen mit Behinderungen |      |
| Schloss Bardolet Château de Bardolet                                                  | Chenaud                                           | Schloss                 | |      |
| Schloss Bardou Château de Bardou                                                      | Bardou                                            | Schloss                 | |      |
| Schloss Bardouly Château de Bardouly                                                  | Saint-Aubin-de-Cadelech                           | Schloss                 | |      |
| Herrenhaus Barreyroux Manoir de Barreyroux                                            | Boulazac Isle Manoire                             | Schloss (Herrenhaus)    | |      |
| Burg Barrière Château Barrière                                                        | Périgueux                                         | Burg                    | Ruine |      |
| Herrenhaus La Barrière Manoir de la Barrière                                          | Trémolat                                          | Schloss (Herrenhaus)    | |      |
| Schloss Barrière Château de Barrière                                                  | Villamblard                                       | Schloss                 | Ruine |      |
| Schloss Le Barry Château du Barry                                                     | Marcillac-Saint-Quentin                           | Schloss                 | |      |
| Herrenhaus Bassac Manoir de Bassac                                                    | Granges-d’Ans                                     | Schloss (Herrenhaus)    | |      |
| Schloss Bassy Château de Bassy                                                        | Saint-Médard-de-Mussidan                          | Schloss                 | Heute eine Klinik |      |
| Herrenhaus Baste Manoir de Baste                                                      | Capdrot                                           | Schloss (Herrenhaus)    | |      |
| Herrenhaus La Bastide Manoir de la Bastide                                            | Saint-Priest-les-Fougères                         | Schloss (Herrenhaus)    | |      |
| Schloss Le Basty Château du Basty                                                     | Thenon                                            | Schloss                 | |      |
| Schloss La Batud Château de la Batud                                                  | Saint-Astier                                      | Schloss                 | Ruine |      |
| Schloss La Batut Château de la Batut                                                  | Saint-Chamassy                                    | Schloss                 | |      |
| Herrenhaus La Baume Manoir la Baume                                                   | Bouniagues                                        | Schloss (Herrenhaus)    | |      |
| Schloss Bayac Château de Bayac                                                        | Bayac                                             | Schloss                 | |      |
| Herrenhaus Les Beaudis Manoir des Beaudis                                             | Mauzac-et-Grand-Castang                           | Schloss (Herrenhaus)    | |      |
| Herrenhaus Beaufort Manoir de Beaufort                                                | Saint-Front-de-Pradoux                            | Schloss (Herrenhaus)    | |      |
| Schloss Beaulieu Château de Beaulieu                                                  | Lanouaille                                        | Schloss                 | |      |
| Schloss Beaulieu Château de Beaulieu                                                  | Mareuil                                           | Schloss                 | |      |
| Schloss Beaumont Château de Beaumont                                                  | La Chapelle-Grésignac                             | Schloss                 | |      |
| Herrenhaus Beaumont Maison de Beaumont                                                | Saint-Cyprien                                     | Schloss (Herrenhaus)    | |      |
| Burg Beauregard Château de Beauregard                                                 | Beauregard-et-Bassac                              | Burg                    | Ruine |      |
| Herrenhaus Beauregard Manoir de Beauregard                                            | Beauregard-et-Bassac                              | Schloss (Herrenhaus)    | |      |
| Schloss Beauregard Château de Beauregard                                              | Mareuil                                           | Schloss                 | |      |
| Herrenhaus La Beaureille Manoir de la Beaureille                                      | Saint-Georges-de-Montclard                        | Schloss (Herrenhaus)    | |      |
| Schloss Beauséjour Château de Beauséjour                                              | Saint-Léon-sur-l’Isle                             | Schloss                 | In Brand gesetzt während der Fronde |      |
| Schloss Beauséjour Château de Beauséjour                                              | Tocane-Saint-Apre                                 | Schloss                 | |      |
| Schloss Beauvais Château de Beauvais                                                  | Lussas-et-Nontronneau                             | Schloss                 | |      |
| Herrenhaus La Beauvière Manoir de la Beauvière                                        | Ribérac                                           | Schloss (Herrenhaus)    | |      |
| Schloss Bel-Air Château de Bel-Air                                                    | Léguillac-de-l’Auche                              | Schloss                 | |      |
| Herrenhaus Belair Manoir de Belair                                                    | Fougueyrolles                                     | Schloss (Herrenhaus)    | |      |
| Schloss Belcayre Château de Belcayre                                                  | Thonac                                            | Schloss                 | |      |
| Schloss Bélet Château de Bélet                                                        | Beauregard-de-Terrasson                           | Schloss                 | |      |
| Herrenhaus Belet Manoir de Belet                                                      | Grignols                                          | Schloss (Herrenhaus)    | Ruine |      |
| Schloss Belet Château de Belet                                                        | Saint-Aquilin                                     | Schloss                 | |      |
| Schloss Bellegarde Château de Bellegarde                                              | Lamonzie-Montastruc                               | Schloss                 | |      |
| Schloss Bellegarde Château de Bellegarde                                              | Salagnac                                          | Schloss                 | |      |
| Herrenhaus Bellerive Manoir de Bellerive                                              | Le Buisson-de-Cadouin                             | Schloss (Herrenhaus)    | |      |
| Schloss Belleville Château de Belleville                                              | Bussière-Badil                                    | Schloss                 | |      |
| Schloss Bellevue Château de Bellevue                                                  | Puyrenier                                         | Schloss                 | |      |
| Schloss Bellevue Château de Bellevue                                                  | Razac-de-Saussignac                               | Schloss                 | |      |
| Schloss Bellussière Château de Bellussière                                            | Rudeau-Ladosse                                    | Schloss                 | |      |
| Herrenhaus Belsis Manoir de Belsis                                                    | Sainte-Eulalie-d’Ans                              | Schloss (Herrenhaus)    | |      |
| Schloss Belvès Château de Belvès                                                      | Belvès                                            | Schloss                 | |      |
| Schloss Berbiguières Château de Berbiguières                                          | Berbiguières                                      | Schloss                 | |      |
| Burg Les Bernardières Château des Bernardières                                        | Champeaux-et-la-Chapelle-Pommier                  | Burg                    | |      |
| Schloss Les Bernardoux Château des Bernardoux                                         | Marsac-sur-l’Isle                                 | Schloss                 | Heute Ferienwohnungen, war Rathaus (Hôtel de ville) |      |
| Herrenhaus La Bernerie Manoir de la Bernerie                                          | Cercles                                           | Schloss (Herrenhaus)    | |      |
| Herrenhaus La Bertinie Manoir de La Bertinie                                          | Montagnac-la-Crempse                              | Schloss (Herrenhaus)    | |      |
| Schloss Besse Château de Besse                                                        | Besse                                             | Schloss                 | |      |
| Schloss La Besse Château de la Besse                                                  | Milhac-d’Auberoche                                | Schloss                 | |      |
| Herrenhaus Bessou Manoir de Bessou                                                    | Cladech                                           | Schloss (Herrenhaus)    | |      |
| Schloss Bétou Château de Bétou                                                        | Marnac                                            | Schloss                 | |      |
| Burg La Beylie Château de la Beylie                                                   | Château-l’Évêque                                  | Burg                    | Ruine |      |
| Herrenhaus La Beylie Manoir de la Beylie                                              | Saint-Jean-d’Estissac                             | Schloss (Herrenhaus)    | Mit unterirdischen Räumen |      |
| Burg Beynac Château de Beynac                                                         | Beynac-et-Cazenac                                 | Burg                    | |      |
| Schloss Beynac Château de Beynac                                                      | Saint-Saud-Lacoussière                            | Schloss                 | Auf mittelalterlichen Grundmauern errichtet |      |
| Schloss Les Biards Château des Biards                                                 | Valeuil                                           | Schloss                 | |      |
| Schloss Bigaroque Château de Bigaroque                                                | Coux-et-Bigaroque                                 | Schloss                 | |      |
| Herrenhaus Biran Manoir de Biran                                                      | Mouleydier                                        | Schloss (Herrenhaus)    | |      |
| Schloss Biran Château de Biran                                                        | Saint-Sauveur                                     | Schloss                 | Weingut |      |
| Schloss Biron Château de Biron                                                        | Biron                                             | Schloss                 | |      |
| Herrenhaus La Birondie Manoir la Birondie                                             | Pomport                                           | Schloss (Herrenhaus)    | Weingut |      |
| Burg der Bischöfe von Périgueux Château des Évêques de Périgueux                      | Plazac                                            | Burg                    | |      |
| Palast der Bischöfe von Sarlat Palais des Évêques de Sarlat                           | Issigeac                                          | Schloss (Palais)        | Heute das Rathaus (Mairie) |      |
| Burg der Bischöfe von Sarlat Château des Évêques de Sarlat                            | La Roque-Gageac                                   | Burg                    | Ruine |      |
| Schloss Blanzac Château de Blanzac                                                    | Le Change                                         | Schloss                 | |      |
| Schloss La Blérétie Château de la Blérétie                                            | Ponteyraud                                        | Schloss                 | |      |
| Schloss La Boétie Château de La Boétie                                                | Sarlat-la-Canéda                                  | Schloss                 | |      |
| Schloss Boisse Château de Boisse                                                      | Boisse                                            | Schloss                 | |      |
| Herrenhaus Boisset Manoir de Boisset                                                  | Saint-Aquilin                                     | Schloss (Herrenhaus)    | Ehemaliges Priorat |      |
| Schloss Bonnefond Château de Bonnefond                                                | Sarlat-la-Canéda                                  | Schloss                 | Ruine |      |
| Schloss La Bonnetie Château de la Bonnetie                                            | Sarliac-sur-l’Isle                                | Schloss                 | |      |
| Herrenhaus Bonneval Manoir de Bonneval                                                | Fossemagne                                        | Schloss (Herrenhaus)    | |      |
| Schloss Bonrecueuil Château Bonrecueuil                                               | Saint-Sulpice-de-Mareuil                          | Schloss                 | |      |
| Schloss Boreau Château de Boreau                                                      | Cornille                                          | Schloss                 | |      |
| Schloss La Borde Château de la Borde                                                  | Festalemps                                        | Schloss                 | |      |
| Herrenhaus La Borie Manoir de la Borie                                                | Cubjac                                            | Schloss (Herrenhaus)    | |      |
| Herrenhaus La Borie Manoir de la Borie                                                | Sainte-Croix-de-Mareuil                           | Schloss (Herrenhaus)    | |      |
| Schloss La Borie Saulnier Château de la Borie Saulnier                                | Champagnac-de-Belair                              | Schloss                 | |      |
| Herrenhaus La Borie-Fricart Manoir de la Borie-Fricart                                | Sencenac-Puy-de-Fourches                          | Schloss (Herrenhaus)    | |      |
| Schloss Borie-Petit Château de Borie-Petit                                            | Champcevinel                                      | Schloss                 | |      |
| Schloss Borie-Brut Château de Borie-Brut                                              | Champcevinel                                      | Schloss                 | |      |
| Schloss Les Bories Château des Bories                                                 | Antonne-et-Trigonant                              | Schloss                 | |      |
| Burg Born Château de Born                                                             | Salagnac                                          | Burg                    | Abgegangen, der Troubadour Bertran de Born (1140–1215) wurde hier geboren |      |
| Herrenhaus Boslaurent Manoir de Boslaurent                                            | La Chapelle-Faucher                               | Schloss (Herrenhaus)    | |      |
| Herrenhaus Bosredon Manoir de Bosredon                                                | Monplaisant                                       | Schloss (Herrenhaus)    | |      |
| Herrenhaus Le Bost Manoir le Bost                                                     | Thiviers                                          | Schloss (Herrenhaus)    | |      |
| Schloss Bosvieux Château Bosvieux                                                     | Saint-Vincent-sur-l’Isle                          | Schloss                 | |      |
| Herrenhaus Bouch Manoir de Bouch                                                      | Coly                                              | Schloss (Herrenhaus)    | |      |
| Schloss Bouché Château Bouché                                                         | Angoisse                                          | Schloss                 | Mit Blick auf das Loue-Tal, mit unterirdischen gemauerten Galerien, ist nur ein quadratischer Turm erhalten geblieben, der das Wappen der Familie Talleyrand de Périgord trägt.            |      |
| Schloss Le Bouchillon Château du Bouchillon                                           | Grand-Brassac                                     | Schloss                 | |      |
| Burg Bouilhen Castel de Bouilhen                                                      | Montagnac-d’Auberoche                             | Burg (Castel)           | |      |
| Herrenhaus Le Boulou Manoir du Boulou                                                 | Creyssac                                          | Schloss (Herrenhaus)    | |      |
| Schloss Bouniagues Château de Bouniagues                                              | Bouniagues                                        | Schloss                 | |      |
| Schloss Le Bourbet Château du Bourbet                                                 | Cherval                                           | Schloss                 | |      |
| Kartause Les Bourbous Chartreuse des Bourbous (Chartreuse de la Grèze)                | Creyssensac-et-Pissot                             | Burg (Kartause)         | |      |
| Burg Bourdeilles Château de Bourdeilles                                               | Bourdeilles                                       | Burg                    | |      |
| Kartause Les Bourdiés Chartreuse des Bourdiés                                         | Saint-Sauveur                                     | Schloss (Kartause)      | Weingut |      |
| Burg La Bourlie Château de la Bourlie (Domaine du Bourlie)                            | Urval                                             | Burg                    | |      |
| Herrenhaus Bourzac Manoir de Bourzac                                                  | Nanteuil-Auriac-de-Bourzac                        | Schloss (Herrenhaus)    | |      |
| Schloss Bourzac Château de Bourzac                                                    | Vendoire                                          | Schloss                 | |      |
| Bischofsschloss Bouyssieral Château de Bouyssieral                                    | Saint-André-d’Allas                               | Schloss                 | Ruine |      |
| Schloss La Brangelie Château de la Brangelie                                          | Vanxains                                          | Schloss                 | |      |
| Abteischloss Brantôme Château abbatial                                                | Brantôme en Périgord                              | Schloss                 | Ruine, Vorgängerbau der heutigen Abtei, 1744 zerstört |      |
| Schloss Branthomme Château de Branthomme (Castrum de Milhac)                          | Mauzac-et-Grand-Castang                           | Schloss                 | |      |
| Schloss Brégedelle Château de Brégedelle                                              | Aubas                                             | Schloss                 | |      |
| Schloss Bretanges Château de Bretanges                                                | Beaussac                                          | Schloss                 | |      |
| Herrenhaus Les Bretoux Manoir les Bretoux                                             | Coux-et-Bigaroque                                 | Schloss (Herrenhaus)    | |      |
| Kartause Le Breuil Chartreuse du Breuil                                               | Grives                                            | Schloss (Kartause)      | |      |
| Schloss Le Breuil Château du Breuil                                                   | Grives                                            | Schloss                 | |      |
| Schloss Le Breuil Château du Breuil                                                   | Vergt                                             | Schloss                 | |      |
| Herrenhaus Le Breuil Manoir du Breuil                                                 | Verteillac                                        | Schloss (Herrenhaus)    | |      |
| Schloss Le Breuil Château du Breuil                                                   | Verteillac                                        | Schloss                 | |      |
| Schloss Le Breuilh Château du Breuilh                                                 | Boulazac Isle Manoire                             | Schloss                 | |      |
| Schloss Bridoire Château de Bridoire                                                  | Ribagnac                                          | Schloss                 | |      |
| Kartause La Brie Chartreuse de la Brie                                                | Monbazillac                                       | Burg (Kartause)         | Ruine |      |
| Schloss Brieudet Château de Brieudet                                                  | Saint-Estèphe                                     | Schloss                 | Ruine |      |
| Schloss Brochard Château de Brochard                                                  | Saint-Front-d’Alemps                              | Schloss                 | |      |
| Herrenhaus Brochard Manoir de Brochard                                                | Saint-Front-d’Alemps                              | Schloss (Herrenhaus)    | |      |
| Herrenhaus Brognac Manoir de Brognac                                                  | Teyjat                                            | Schloss (Herrenhaus)    | |      |
| Herrenhaus Brouillaud Manoir de Brouillaud                                            | Saint-Astier                                      | Schloss (Herrenhaus)    | |      |
| Schloss Brouillets Château de Brouillets                                              | La Boissière-d’Ans                                | Schloss                 | |      |
| Herrenhaus La Brugère Manoir de la Brugère                                            | Montagnac-la-Crempse                              | Schloss (Herrenhaus)    | |      |
| Schloss Bruneval Château de Bruneval                                                  | Saint-Astier                                      | Schloss                 | |      |
| Schloss Les Brunies Château des Brunies                                               | La Chapelle-Gonaguet                              | Schloss                 | |      |
| Schloss Brussy Château de Brussy                                                      | Saint-Mesmin                                      | Schloss                 | |      |
| Schloss Bruzac Château de Bruzac                                                      | Saint-Pierre-de-Côle                              | Schloss                 | Ruine |      |
| Herrenhaus Burée Manoir de Burée                                                      | Bertric-Burée                                     | Schloss (Herrenhaus)    | |      |
| Burg Bussière Château fort de Bussière                                                | Bussière-Badil                                    | Burg (Donjon)           | Ruine |      |
| Schloss Le But Château du But                                                         | Léguillac-de-l’Auche                              | Schloss                 | |      |
| Herrenhaus Cablans Manoir de Cablans                                                  | Monestier                                         | Schloss (Herrenhaus)    | |      |
| Herrenhaus Cadelech Manoir de Cadelech                                                | Saint-Aubin-de-Cadelech                           | Schloss (Herrenhaus)    | |      |
| Herrenhaus Caillevel Manoir de Caillevel                                              | Pomport                                           | Schloss (Herrenhaus)    | Weingut |      |
| Herrenhaus La Calonie Manoir de la Calonie                                            | Cercles                                           | Schloss (Herrenhaus)    | |      |
| Schloss Campagnac Château de Campagnac                                                | Saint-Pardoux-et-Vielvic                          | Schloss                 | |      |
| Schloss Campagnac Château de Campagnac                                                | Sarlat-la-Canéda                                  | Schloss                 | |      |
| Schloss Campagnac-lès-Quercy Château de Campagnac-lès-Quercy                          | Campagnac-lès-Quercy                              | Schloss                 | |      |
| Schloss Campagne Château de Campagne                                                  | Campagne                                          | Schloss                 | |      |
| Schloss Le Caneau Château du Caneau                                                   | Saint-Front-la-Rivière                            | Schloss                 | |      |
| Herrenhaus Cantegrel Manoir de Cantegrel                                              | Carves                                            | Schloss (Herrenhaus)    | |      |
| Herrenhaus Cantelaube Manoir de Cantelaube                                            | Saint-Laurent-des-Bâtons                          | Schloss (Herrenhaus)    | |      |
| Schloss Cap del Roc Château de Cap del Roc                                            | Manaurie                                          | Schloss                 | |      |
| Schloss Cardoux Château de Cardoux                                                    | Bourniquel                                        | Schloss                 | |      |
| Herrenhaus Carlou Gentilhommière de Carlou                                            | Saint-Amand-de-Belvès                             | Schloss (Herrenhaus)    | |      |
| Burg Carlux Château de Carlux                                                         | Carlux                                            | Burg                    | Ruine |      |
| Herrenhaus La Carrière Manoir la Carrière                                             | Coux-et-Bigaroque                                 | Schloss (Herrenhaus)    | |      |
| Schloss La Carrière Château de la Carrière                                            | Marquay                                           | Schloss                 | |      |
| Schloss Carrieux Château de Carrieux                                                  | Liorac-sur-Louyre                                 | Schloss                 | |      |
| Zehntscheune La Cassagne Grange dîmière                                               | La Cassagne                                       | Burg (Scheune)          | Letzter Rest einer abgegangenen Burg, heute Museum für Lithographien, Zeichnungen und Poster von Georges Goursat,                                                                          |      |
| Schloss Castel Keruel Castel Keruel                                                   | Chancelade                                        | Schloss                 | |      |
| Herrenhaus Castel-Merle Manoir de Castel-Merle                                        | Capdrot                                           | Schloss (Herrenhaus)    | |      |
| Burg Castelnaud Château de Castelnaud                                                 | Castelnaud-la-Chapelle                            | Burg                    | Ruine |      |
| Schloss Castelnaud Château de Castelnaud                                              | La Roque-Gageac                                   | Schloss                 | |      |
| Schloss Castelviel Château de Castelviel                                              | Saint-Pompont                                     | Schloss                 | |      |
| Schloss Les Castillères Château des Castillères                                       | Condat-sur-Trincou                                | Schloss                 | |      |
| Schloss Caudon Château de Caudon                                                      | Domme                                             | Schloss                 | |      |
| Schloss Caussade Château de Caussade                                                  | Trélissac                                         | Schloss                 | |      |
| Herrenhaus Le Cauze Manoir du Cauze                                                   | Saint-Aubin-de-Cadelech                           | Schloss (Herrenhaus)    | |      |
| Schloss Cavalerie Château de Cavalerie                                                | Prigonrieux                                       | Schloss                 | |      |
| Schloss La Cave Château de la Cave                                                    | Saint-Antoine-d’Auberoche                         | Schloss                 | |      |
| Herrenhaus Cazal Manoir de Cazal                                                      | Trémolat                                          | Schloss (Herrenhaus)    | |      |
| Herrenhaus Cazelet Manoir de Cazelet                                                  | Mouzens                                           | Schloss (Herrenhaus)    | Ruine |      |
| Schloss Cazenac Château de Cazenac                                                    | Coux-et-Bigaroque                                 | Schloss                 | |      |
| Herrenhaus Les Cazes Maison noble Les Cazes                                           | Saint-Martial-de-Valette                          | Schloss (Herrenhaus)    | |      |
| Schloss Les Cazes Château les Cazes                                                   | Saint-Martin-le-Pin                               | Schloss (Herrenhaus)    | |      |
| Schloss Chaban Château de Chaban                                                      | Saint-Léon-sur-Vézère                             | Schloss                 | |      |
| Burg Chabannes Château fort de Chabannes                                              | Sorges                                            | Burg                    | Ruine |      |
| Herrenhaus La Chabrerie Manoir la Chabrerie                                           | Château-l’Évêque                                  | Schloss (Herrenhaus)    | |      |
| Herrenhaus Chaigneau Manoir de Chaigneau                                              | Monestier                                         | Schloss (Herrenhaus)    | |      |
| Burg Chalard Château de Chalard                                                       | Saint-Paul-la-Roche                               | Burg                    | Ruine, zerstört im 100-jährigen Krieg |      |
| Schloss La Chalupie Château de la Chalupie                                            | Eyliac                                            | Schloss                 | |      |
| Herrenhaus Le Chambon Manoir du Chambon                                               | Marsac-sur-l’Isle                                 | Schloss (Herrenhaus)    | |      |
| Schloss Champagne Château de Champagne dit Château de Chaumont                        | Champagne-et-Fontaine                             | Schloss                 | |      |
| Herrenhaus Champs-Romain Manoir de Champs-Romain                                      | Champs-Romain                                     | Schloss (Herrenhaus)    | |      |
| Herrenhaus Chancenie Manoir de Chancenie                                              | Montrem                                           | Schloss (Herrenhaus)    | |      |
| Schloss Chanet Château de Chanet                                                      | Vieux-Mareuil                                     | Schloss                 | |      |
| Schloss Chantérac Château de Chantérac                                                | Chantérac                                         | Schloss                 | |      |
| Schloss Chapdeuil Château de Chapdeuil                                                | Chapdeuil                                         | Schloss                 | |      |
| Burg La Chapelle-Faucher Château de La Chapelle-Faucher                               | La Chapelle-Faucher                               | Burg                    | |      |
| Schloss La Chapoulie Château de la Chapoulie                                          | Peyrignac                                         | Schloss                 | |      |
| Schloss Chardeuil Château de Chardeuil                                                | Coulaures                                         | Schloss                 | |      |
| Schloss Les Charreaux Château des Charreaux                                           | Hautefort                                         | Schloss                 | |      |
| Schloss Les Charreaux Château des Charreaux                                           | Saint-Médard-d’Excideuil                          | Schloss                 | |      |
| Herrenhaus Les Charreaux Manoir des Charreaux                                         | Saint-Médard-d’Excideuil                          | Schloss (Herrenhaus)    | |      |
| Schloss Château-l’Évêque Château de Château-l'Évêque                                  | Château-l’Évêque                                  | Schloss                 | |      |
| Herrenhaus Château-Madame Gentilhommière de Château-Madame                            | Mauzens-et-Miremont                               | Schloss (Herrenhaus)    | |      |
| Herrenhaus Le Chatelard Manoir du Chatelard                                           | Teyjat                                            | Schloss (Herrenhaus)    | |      |
| Herrenhaus Le Chatenet Manoir du Chatenet                                             | Brantôme en Périgord                              | Schloss (Herrenhaus)    | |      |
| Burg Le Chatenet Château du Chatenet                                                  | Manzac-sur-Vern                                   | Burg (Turm)             | |      |
| Schloss Le Chatenet Château du Chatenet                                               | Montrem                                           | Schloss                 | Ruine |      |
| Herrenhaus Châtillon Manoir de Châtillon                                              | Verteillac                                        | Schloss (Herrenhaus)    | |      |
| Schloss Châtres Château de Châtres                                                    | Châtres                                           | Schloss                 | Ruine |      |
| Schloss Chaulnes Château de Chaulnes                                                  | Grignols                                          | Schloss                 | |      |
| Schloss Les Chauveaux Château des Chauveaux                                           | Douzillac                                         | Schloss                 | |      |
| Kartause Chauvignac Chartreuse de Chauvignac                                          | Saint-Sulpice-de-Roumagnac                        | Schloss (Kartause)      | |      |
| Turm Chavagnac Tour de Chavagnac                                                      | Chavagnac                                         | Burg (Turm)             | |      |
| Herrenhaus Chavantou Manoir de Chavantou                                              | Manzac-sur-Vern                                   | Schloss (Herrenhaus)    | |      |
| Herrenhaus Chavaroche Manoir de Chavaroche                                            | Vieux-Mareuil                                     | Schloss (Herrenhaus)    | |      |
| Schloss Le Chaylard Château du Chaylard                                               | Rouffignac-Saint-Cernin-de-Reilhac                | Schloss                 | |      |
| Herrenhaus Le Chevalier de Galibert Manoir du chevalier de Galibert                   | Fanlac                                            | Schloss (Herrenhaus)    | |      |
| Herrenhaus Le Cheyron Manoir du Cheyron                                               | Sarliac-sur-l’Isle                                | Schloss (Herrenhaus)    | |      |
| Herrenhaus Le Chicaud Manoir le Chicaud                                               | Saint-Rabier                                      | Schloss (Herrenhaus)    | |      |
| Schloss Chignac Château de Chignac (Château de Signac)                                | Castelnaud-la-Chapelle                            | Schloss                 | Ruine |      |
| Kartause Cinq-Ponts Chartreuse de Cinq-Ponts                                          | Neuvic                                            | Burg (Kartause)         | |      |
| Schloss Cipières Château de Cipières                                                  | Saint-Crépin-et-Carlucet                          | Schloss                 | |      |
| Herrenhaus Cladech Manoir de Cladech                                                  | Cladech                                           | Schloss (Herrenhaus)    | |      |
| Herrenhaus La Claussade Manoir la Claussade                                           | Capdrot                                           | Schloss (Herrenhaus)    | |      |
| Schloss Le Claud Château du Claud (Château du Claux)                                  | Salignac-Eyvigues                                 | Schloss                 | |      |
| Herrenhaus Le Clauzel Manoir du Clauzel                                               | Saint-Cirq                                        | Schloss (Herrenhaus)    | |      |
| Schloss Clauzuroux Château de Clauzuroux (Château du Clauzurou)                       | Champagne-et-Fontaine                             | Schloss                 | |      |
| Schloss Clauzuroux Château de Clauzuroux                                              | La Chapelle-Grésignac                             | Schloss                 | |      |
| Schloss Clauzuroux Château de Clauzuroux                                              | Cherval                                           | Schloss                 | |      |
| Burg Clérans Château de Clérans                                                       | Cause-de-Clérans                                  | Burg                    | Ruine |      |
| Schloss Clérans Château de Clérans                                                    | Saint-Léon-sur-Vézère                             | Schloss                 | |      |
| Schloss Le Cluzeau Château du Cluzeau                                                 | Fleurac                                           | Schloss                 | |      |
| Herrenhaus Le Cluzeau Manoir du Cluzeau                                               | Proissans                                         | Schloss (Herrenhaus)    | |      |
| Herrenhaus Le Cluzeau Manoir du Cluzeau                                               | Sigoulès-et-Flaugeac                              | Schloss (Herrenhaus)    | |      |
| Schloss La Combe Château de La Combe                                                  | Puyrenier                                         | Schloss                 | |      |
| Herrenhaus La Combe Manoir de la Combe                                                | Sarrazac                                          | Schloss (Herrenhaus)    | |      |
| Schloss Les Combes Château des Combes                                                 | Rudeau-Ladosse                                    | Schloss                 | |      |
| Burg Commarque Château de Commarque                                                   | Les Eyzies-de-Tayac-Sireuil                       | Burg                    | Ruine |      |
| Schloss Condat Château de Condat                                                      | Condat-sur-Trincou                                | Schloss                 | |      |
| Schloss Condat Château de Condat                                                      | Condat-sur-Vézère                                 | Schloss                 | |      |
| Herrenhaus Congerie Manoir de Congerie                                                | Mialet                                            | Schloss (Herrenhaus)    | |      |
| Schloss La Congerie Château de la Congerie                                            | Mialet                                            | Schloss                 | |      |
| Schloss Connezac Château de Connezac                                                  | Connezac                                          | Schloss                 | |      |
| Herrenhaus Les Constancies Manoir les Constancies                                     | Coux-et-Bigaroque                                 | Schloss (Herrenhaus)    | |      |
| Herrenhaus Conti Manoir de Conti                                                      | Saint-Germain-de-Belvès                           | Schloss (Herrenhaus)    | |      |
| Schloss Conty Château de Conty                                                        | Coulaures                                         | Schloss                 | |      |
| Schloss La Coquille Château de La Coquille                                            | Saint-Méard-de-Gurçon                             | Schloss                 | |      |
| Herrenhaus Corail Manoir de Corail                                                    | Queyssac                                          | Schloss (Herrenhaus)    | |      |
| Herrenhaus Coraille Manoir de Coraille                                                | Lembras                                           | Schloss (Herrenhaus)    | |      |
| Schloss Costecalve Château de Costecalve                                              | Cénac-et-Saint-Julien                             | Schloss                 | |      |
| Herrenhaus La Côte Manoir de la Côte                                                  | Beaussac                                          | Schloss (Herrenhaus)    | |      |
| Schloss La Côte Château de la Côte                                                    | Biras                                             | Schloss                 | Geburtsort am 30. Oktober 1738 von Jean Marie du Lau d’Allemans, letzter Erzbischof von Arles, ermordet in Paris, im Karmelitergefängnis, am 2. September 1792. Heute ein Hotel-Restaurant |      |
| Kartause La Côte Chartreuse de la Côte                                                | Saint-Geyrac                                      | Burg (Kartause)         | |      |
| Herrenhaus La Cotencie Manoir de La Cotencie                                          | Saint-Crépin-de-Richemont                         | Schloss (Herrenhaus)    | |      |
| Herrenhaus Coubjours Gentilhommière de Coubjours                                      | Coubjours                                         | Schloss (Herrenhaus)    | |      |
| Schloss La Coudercherie Castel de la Coudercherie                                     | Lempzours                                         | Schloss                 | |      |
| Schloss La Coudonnie Château la Coudonnie                                             | Fanlac                                            | Schloss                 | |      |
| Schloss Couin Château de Couin                                                        | Saint-Antoine-de-Breuilh                          | Schloss                 | |      |
| Herrenhaus Coullarède Manoir de Coullarède                                            | Château-l’Évêque                                  | Schloss (Herrenhaus)    | |      |
| Schloss Coulonge Château de Coulonge                                                  | Fanlac                                            | Schloss                 | |      |
| Schloss Coulonges Château de Coulonges                                                | Montignac-Lascaux                                 | Schloss                 | |      |
| Herrenhaus Coulouneys Manoir de Coulouneys                                            | Beaussac                                          | Schloss (Herrenhaus)    | |      |
| Herrenhaus Coupiat Manoir de Coupiat                                                  | Firbeix                                           | Schloss (Herrenhaus)    | |      |
| Herrenhaus Couret Manoir de Couret                                                    | Verteillac                                        | Schloss (Herrenhaus)    | |      |
| Schloss La Cousse Château de la Cousse                                                | Coulaures                                         | Schloss                 | |      |
| Burg La Coussière Château de la Coussière                                             | Saint-Saud-Lacoussière                            | Burg                    | Ruine |      |
| Herrenhaus La Coustète Gentilhommière de La Coustète                                  | Saint-Georges-de-Montclard                        | Schloss (Herrenhaus)    | |      |
| Kartause La Couture Chartreuse de la Couture                                          | Manzac-sur-Vern                                   | Schloss (Kartause)      | |      |
| Schloss Couze Château de Couze                                                        | Couze-et-Saint-Front                              | Schloss                 | |      |
| Schloss Crognac Château de Crognac                                                    | Saint-Astier                                      | Schloss                 | |      |
| Herrenhaus La Croix Rouge Manoir de la Croix rouge                                    | Boulazac Isle Manoire                             | Schloss (Herrenhaus)    | |      |
| Herrenhaus Le Cros Manoir du Cros                                                     | Saint-Antoine-d’Auberoche                         | Schloss (Herrenhaus)    | |      |
| Herrenhaus Cubjac Manoir de Cubjac                                                    | Cubjac                                            | Schloss (Herrenhaus)    | Ferienwohnungen |      |
| Burg Cugnac Château fort de Cugnac                                                    | Sainte-Sabine-Born                                | Burg                    | Ruine |      |
| Schloss Cumond Château de Cumond                                                      | Saint-Antoine-Cumond                              | Schloss                 | |      |
| Schloss Cussac Château de Cussac                                                      | Saint-Germain-et-Mons                             | Schloss                 | |      |
| Schloss Daille Château de Daille                                                      | Château-l’Évêque                                  | Schloss                 | |      |
| Abteischloss Dalon Logis abbatial de Dalon                                            | Sainte-Trie                                       | Schloss (Wohntrakt)     | |      |
| Herrenhaus Le Denoist Manoir le Denoist                                               | Montcaret                                         | Schloss (Herrenhaus)    | |      |
| Herrenhaus Le Denoist Manoir le Denoist                                               | Vélines                                           | Schloss (Herrenhaus)    | |      |
| Herrenhaus Le Désert Manoir le Désert                                                 | Le Pizou                                          | Schloss (Herrenhaus)    | |      |
| Herrenhaus La Devise Manoir de la Devise                                              | Eygurande-et-Gardedeuil                           | Schloss (Herrenhaus)    | |      |
| Schloss La Devize Château de La Devize                                                | Saint-Barthélemy-de-Bellegarde                    | Schloss                 | |      |
| Herrenhaus Dieudet Manoir de Dieudet                                                  | Doissat                                           | Schloss (Herrenhaus)    | |      |
| Herrenhaus Dives Manoir de Dives                                                      | Manzac-sur-Vern                                   | Schloss (Herrenhaus)    | |      |
| Schloss Doissat Château de Doissat                                                    | Doissat                                           | Schloss                 | Erst Burg, dann Schloss, beides abgegangen |      |
| Stadtbefestigung Domme Tours de Domme                                                 | Domme                                             | Burg (Stadtbefestigung) | |      |
| Herrenhaus Doumarias Manoir de Doumarias                                              | Saint-Pierre-de-Côle                              | Schloss (Herrenhaus)    | |      |
| Herrenhaus La Doyardie Manoir de la Doyardie                                          | Sarrazac                                          | Schloss (Herrenhaus)    | |      |
| Herrenhaus La Dulgarie Manoir de la Dulgarie                                          | Sarliac-sur-l’Isle                                | Schloss (Herrenhaus)    | |      |
| Schloss La Durantie Château de la Durantie                                            | Lanouaille                                        | Schloss                 | |      |
| Schloss Dussac Château de Dussac                                                      | Dussac                                            | Schloss                 | |      |
| Herrenhaus Les Ecuyers Manoir des Ecuyers                                             | Cherval                                           | Schloss (Herrenhaus)    | |      |
| Herrenhaus Entraygues Manoir d'Entraygues                                             | Saint-Léon-d’Issigeac                             | Schloss (Herrenhaus)    | |      |
| Schloss der Erzbischöfe von Bordeaux Château des archevêques de Bordeaux              | Lamothe-Montravel                                 | Schloss                 | Sommersitz der Erzbischöfe von Bordeaux, teilweise erhalten |      |
| Schloss Escoire Château d'Escoire                                                     | Escoire                                           | Schloss                 | |      |
| Schloss Essendiéras Château d'Essendiéras                                             | Saint-Médard-d’Excideuil                          | Schloss                 | War im Besitz von André Maurois |      |
| Schloss L’Étang Château de l'Étang                                                    | Abjat-sur-Bandiat                                 | Schloss                 | |      |
| Schloss L’Étang Château de l'Étang                                                    | Limeyrat                                          | Schloss                 | |      |
| Herrenhaus Etouars Manoir d'Etouars                                                   | Étouars                                           | Schloss (Herrenhaus)    | |      |
| Schloss Étourneau Château d'Étourneau                                                 | Bourdeilles                                       | Schloss                 | |      |
| Schloss Excideuil Château d'Excideuil                                                 | Excideuil                                         | Schloss                 | |      |
| Herrenhaus Excideuil Manoir d'Excideuil                                               | Saint-Astier                                      | Schloss (Herrenhaus)    | |      |
| Herrenhaus Eybènes Manoir d'Eybènes                                                   | Salignac-Eyvigues                                 | Schloss (Herrenhaus)    | |      |
| Schloss Eyliac Château d'Eyliac                                                       | Eyliac                                            | Schloss                 | |      |
| Schloss Eymet Château d'Eymet                                                         | Eymet                                             | Schloss                 | |      |
| Herrenhaus Eyrignac Manoir d'Eyrignac (Château d'Eyrignac)                            | Salignac-Eyvigues                                 | Schloss (Herrenhaus)    | |      |
| Schloss Eyvigues Château d'Eyvigues                                                   | Salignac-Eyvigues                                 | Schloss                 | |      |
| Schloss Fages Château de Fages                                                        | Saint-Cyprien                                     | Schloss                 | Ruine |      |
| Herrenhaus La Falessie Manoir de la Falessie                                          | Génis                                             | Schloss (Herrenhaus)    | |      |
| Schloss Falgueyrac Château de Falgueyrac                                              | Saint-Chamassy                                    | Schloss                 | |      |
| Burg Fareyrou Repaire de Fareyrou                                                     | Saint-Astierinscrit                               | Burg (Repaire)          | |      |
| Schloss Les Farges Château des Farges                                                 | Vanxains                                          | Schloss                 | |      |
| Schloss Fauga Château de Fauga (Château de Fauga)                                     | Port-Sainte-Foy-et-Ponchapt                       | Schloss                 | |      |
| Herrenhaus Les Faures Manoir des Faures                                               | Saint-Cirq                                        | Schloss (Herrenhaus)    | |      |
| Schloss La Farge Château de la Farge                                                  | Saint-Médard-d’Excideuil                          | Schloss                 | |      |
| Herrenhaus La Farge Manoir de la Farge                                                | Sainte-Eulalie-d’Ans                              | Schloss (Herrenhaus)    | |      |
| Herrenhaus La Farge Manoir de la Farge                                                | Tourtoirac                                        | Schloss (Herrenhaus)    | |      |
| Herrenhaus La Fauconie Manoir de la Fauconie                                          | Campsegret                                        | Schloss (Herrenhaus)    | |      |
| Herrenhaus La Fauconnie-Basse Manoir de la Fauconnie-Basse                            | Chavagnac                                         | Schloss (Herrenhaus)    | |      |
| Schloss La Faurie Château de la Faurie (Manoir de la Faurie)                          | Bassillac et Auberoche                            | Schloss                 | Im Ortsteil Le Change |      |
| Herrenhaus La Faurie Manoir de la Faurie                                              | Bourdeilles                                       | Schloss (Herrenhaus)    | |      |
| Herrenhaus La Faurie Manoir de la Faurie                                              | Cubjac                                            | Schloss (Herrenhaus)    | |      |
| Schloss La Faurie Château de la Faurie                                                | Paulin                                            | Schloss                 | Ruine |      |
| Herrenhaus La Faurie Manoir de la Faurie                                              | Saint-Perdoux                                     | Schloss (Herrenhaus)    | |      |
| Schloss Le Faux Château du Faux                                                       | Faux-en-Périgord                                  | Schloss                 | |      |
| Kartause Fayard Chartreuse de Fayard                                                  | Saint-Pierre-de-Chignac                           | Burg (Kartause)         | |      |
| Herrenhaus La Fayardie Manoir de la Fayardie                                          | Cornille                                          | Schloss (Herrenhaus)    | Ruine |      |
| Schloss La Faye Château de la Faye                                                    | Auriac-du-Périgord                                | Schloss                 | |      |
| Schloss La Faye Château de la Faye                                                    | Léguillac-de-l’Auche                              | Schloss                 | Ehemaliges Priorat |      |
| Herrenhaus La Faye Manoir de La Faye                                                  | Manzac-sur-Vern                                   | Schloss (Herrenhaus)    | |      |
| Schloss La Faye Château de la Faye                                                    | Saint-Sulpice-de-Mareuil                          | Schloss                 | |      |
| Herrenhaus La Faye Manoir de La Faye                                                  | Sainte-Orse                                       | Schloss (Herrenhaus)    | |      |
| Herrenhaus Fayolle Manoir de Fayolle                                                  | Sarrazac                                          | Schloss (Herrenhaus)    | |      |
| Schloss Fayolle Château de Fayolle                                                    | Tocane-Saint-Apre                                 | Schloss                 | |      |
| Schloss Fayolles Château de Fayolles                                                  | Saussignac                                        | Schloss                 | |      |
| Schloss Fayrac Château de Fayrac                                                      | Castelnaud-la-Chapelle                            | Schloss                 | |      |
| Herrenhaus Feletz Manoir de Feletz                                                    | Montignac-Lascaux                                 | Schloss (Herrenhaus)    | Ruine |      |
| Schloss Fénelon Château de Fénelon                                                    | Sainte-Mondane                                    | Schloss                 | Geburtsort von François Fénelon (1651–1715), französischer Erzbischof und Schriftsteller                                                                                                   |      |
| Schloss Ferrand Château de Ferrand                                                    | Alles-sur-Dordogne                                | Schloss                 | |      |
| Herrenhaus Ferrant Manoir de Ferrant                                                  | Issigeac                                          | Schloss (Herrenhaus)    | |      |
| Schloss Ferrières Château de Ferrières (Château d'Allas)                              | Allas-les-Mines                                   | Schloss                 | |      |
| Herrenhaus Ferrières Manoir de Ferrières                                              | Saint-Astier                                      | Schloss (Herrenhaus)    | |      |
| Herrenhaus Ferrières Manoir de Ferrières                                              | Saint-Pierre-de-Côle                              | Schloss (Herrenhaus)    | |      |
| Herrenhaus La Feuillade Manoir de la Feuillade                                        | Cherval                                           | Schloss (Herrenhaus)    | Heute ein Bauernhof |      |
| Schloss La Feuillade Château de La Feuillade                                          | Coursac                                           | Schloss                 | |      |
| Schloss La Feuilleraie Château de la Feuilleraie                                      | Trélissac                                         | Schloss                 | |      |
| Schloss Feydoux Château de Feydoux                                                    | Lempzours                                         | Schloss                 | |      |
| Herrenhaus Feyte Manoir de Feyte                                                      | Mialet                                            | Schloss (Herrenhaus)    | |      |
| Schloss Les Fieux Château des Fieux                                                   | La Rochebeaucourt-et-Argentine                    | Schloss                 | |      |
| Herrenhaus La Filolie Maison bourgeoise de La Filolie                                 | Saint-Laurent-des-Hommes                          | Schloss (Herrenhaus)    | |      |
| Schloss La Filolie Château de la Filolie                                              | Thiviers                                          | Schloss                 | Heute eine Schule für Hauswirtschaft |      |
| Schloss La Finou Château de la Finou (Château de Laffinoux)                           | Lalinde                                           | Schloss                 | |      |
| Schloss Firbeix Château de Firbeix                                                    | Firbeix                                           | Schloss                 | |      |
| Herrenhaus Flameyrague Manoir de Flameyrague                                          | Capdrot                                           | Schloss (Herrenhaus)    | |      |
| Schloss La Fleunie Château de la Fleunie                                              | Condat-sur-Vézère                                 | Schloss                 | Heute ein Hotel-Restaurant |      |
| Schloss Fleurac Château de Fleurac                                                    | Fleurac                                           | Schloss                 | |      |
| Herrenhaus Floyrac Manoir de Floyrac                                                  | Lembras                                           | Schloss (Herrenhaus)    | |      |
| Herrenhaus Floyrac Manoir de Floyrac                                                  | Queyssac                                          | Schloss (Herrenhaus)    | |      |
| Schloss Folquier Château de Folquier                                                  | Saint-Cyprien                                     | Schloss                 | Ruine |      |
| Schloss Fondaumier Château de Fondaumier                                              | Cénac-et-Saint-Julien                             | Schloss                 | Albert Cahuet hat dort Pontcarral geschrieben |      |
| Schloss Fongrenon Château de Fongrenon                                                | Cercles                                           | Schloss                 | |      |
| Herrenhaus Fonpitou Manoir de Fonpitou                                                | Saint-Martial-Viveyrol                            | Schloss (Herrenhaus)    | |      |
| Herrenhaus Fonseigner Manoir de Fonseigner                                            | Bourdeilles                                       | Schloss (Herrenhaus)    | |      |
| Herrenhaus La Font-Haute Manoir de la Font-Haute (Château de la Font-Haute)           | Cazoulès                                          | Schloss (Herrenhaus)    | |      |
| Herrenhaus Font-Juliane Manoir de Font-Juliane                                        | Saint-Julien-d’Eymet                              | Schloss (Herrenhaus)    | |      |
| Herrenhaus Les Fontenelles Gentilhommière des Fontenelles                             | Ménesplet                                         | Schloss (Herrenhaus)    | |      |
| Schloss Fontenilles Château de Fontenilles                                            | Saint-Méard-de-Drône                              | Schloss                 | Ruine |      |
| Schloss Fontpitou Château de Fontpitou                                                | Saint-Martial-Viveyrol                            | Schloss                 | |      |
| Herrenhaus Fontvieille Manoir de Fontvieille                                          | Monbazillac                                       | Schloss (Herrenhaus)    | |      |
| Schloss La Force Château de La Force                                                  | La Force                                          | Schloss                 | Weitgehend abgerissen |      |
| Herrenhaus Forestier Manoir de Forestier                                              | Teyjat                                            | Schloss (Herrenhaus)    | |      |
| Schloss La Forêt Château de la Forêt                                                  | Cornille                                          | Schloss                 | Heute ein Reitzentrum |      |
| Schloss La Forge Château de la Forge                                                  | Douville                                          | Schloss                 | |      |
| Schloss La Forge Château de la Forge                                                  | Savignac-Lédrier                                  | Schloss                 | |      |
| Herrenhaus La Foucaudie Gentilhommière la Foucaudie                                   | Champagne-et-Fontaine                             | Schloss (Herrenhaus)    | |      |
| Schloss Les Fournels Château des Fournels                                             | Villefranche-du-Périgord                          | Schloss                 | Ruine |      |
| Schloss Fournils Château de Fournils                                                  | Saint-Laurent-des-Hommes                          | Schloss                 | |      |
| Herrenhaus La Fourtonnie Manoir de la Fourtonnie (Chartreuse de la Fourtonnie)        | Lamonzie-Montastruc                               | Schloss (Herrenhaus)    | |      |
| Burg Foussal Castel de Foussal                                                        | Plaisance                                         | Burg (Castel)           | |      |
| Schloss Les Francilloux Château des Francilloux                                       | Bourdeilles                                       | Schloss                 | |      |
| Herrenhaus Francou Manoir de Francou                                                  | Villefranche-du-Périgord                          | Schloss (Herrenhaus)    | |      |
| Schloss Frateau Château de Frateau (Fratteau, Frateaux)                               | Neuvic                                            | Schloss                 | Ruine |      |
| Kartause Les Fraux Chartreuse des Fraux                                               | La Bachellerie                                    | Burg (Kartause)         | |      |
| Schloss Le Fraysse Château du Fraysse                                                 | Terrasson-Lavilledieu                             | Schloss                 | |      |
| Herrenhaus Fronsac Manoir de Fronsac                                                  | Vieux-Mareuil                                     | Schloss (Herrenhaus)    | |      |
| Schloss Frugie Château de Frugie                                                      | Saint-Pierre-de-Frugie                            | Schloss                 | |      |
| Herrenhaus Gabillou Manoir de Gabillou                                                | Gabillou                                          | Schloss (Herrenhaus)    | |      |
| Schloss Gageac Château de Gageac                                                      | Gageac-et-Rouillac                                | Schloss                 | |      |
| Herrenhaus Gageac-et-Rouillac Logis seigneurial de Gageac-et-Rouillac                 | Gageac-et-Rouillac                                | Schloss (Herrenhaus)    | Im Ortszentrum |      |
| Schloss Gandillac Château de Gandillac                                                | Saint-Martial-Viveyrol                            | Schloss                 | |      |
| Herrenhaus La Garde Manoir de la Garde                                                | Beaussac                                          | Schloss (Herrenhaus)    | |      |
| Herrenhaus La Gardelle Manoir la Gardelle                                             | Grives                                            | Schloss (Herrenhaus)    | |      |
| Schloss Garraube Château de Garraube (Château de Garaube)                             | Liorac-sur-Louyre                                 | Schloss                 | |      |
| Schloss La Gaubertie Château de la Gaubertie                                          | Saint-Martin-des-Combes                           | Schloss                 | |      |
| Schloss La Gauderie Château de la Gauderie                                            | Notre-Dame-de-Sanilhac                            | Schloss                 | |      |
| Schloss La Gauterie Château de la Gauterie                                            | Saint-Paul-Lizonne                                | Schloss                 | |      |
| Herrenhaus La Gauterie Manoir de la Gauterie                                          | Mareuil                                           | Schloss (Herrenhaus)    | |      |
| Schloss Gautié Château de Gautié                                                      | Monmarvès                                         | Schloss                 | |      |
| Herrenhaus La Gazaille Manoir de La Gazaille                                          | Carsac-Aillac                                     | Schloss (Herrenhaus)    | |      |
| Herrenhaus La Genèbre Manoir de la Genèbre                                            | Négrondes                                         | Schloss (Herrenhaus)    | |      |
| Schloss Génis Château de Génis                                                        | Génis                                             | Schloss                 | Ruine |      |
| Schloss Genthial Château de Genthial                                                  | Liorac-sur-Louyre                                 | Schloss (Herrenhaus)    | |      |
| Herrenhaus Les Gérauds Manoir des Gérauds                                             | Saint-Martin-de-Ribérac                           | Schloss (Herrenhaus)    | |      |
| Schloss Geyssensac Château de Geyssensac (Château de Creyssensac)                     | Creyssensac-et-Pissot                             | Schloss                 | |      |
| Herrenhaus La Gilardie Manoir de la Gilardie                                          | Brouchaud                                         | Schloss (Herrenhaus)    | |      |
| Herrenhaus La Gironie Manoir de la Gironie                                            | Pomport                                           | Schloss (Herrenhaus)    | Weingut |      |
| Herrenhaus Les Gissous Manoir des Gissous                                             | Saint-Médard-d’Excideuil                          | Schloss (Herrenhaus)    | |      |
| Schloss Giverzac Château de Giverzac                                                  | Domme                                             | Schloss                 | Ferienwohnungen |      |
| Schloss Glane Château de Glane                                                        | Coulaures                                         | Schloss                 | |      |
| Herrenhaus La Glaudie Logis seigneurial de la Glaudie                                 | Milhac-de-Nontron                                 | Schloss (Herrenhaus)    | |      |
| Schloss Les Gontaut Château des Gontaut                                               | Biron                                             | Schloss                 | |      |
| Herrenhaus La Gorse Sardy Manoir la Gorse Sardy                                       | Vélines                                           | Schloss (Herrenhaus)    | |      |
| Schloss Goudeau Château de Goudeau                                                    | Bassillac et Auberoche                            | Schloss                 | |      |
| Schloss Goudoux Château de Goudoux                                                    | Allas-les-Mines                                   | Schloss                 | |      |
| Herrenhaus La Gourdonnie Manoir de la Gourdonnie                                      | Eyvirat                                           | Schloss (Herrenhaus)    | |      |
| Herrenhaus Goursat Manoir de Goursat                                                  | Saint-Cybranet                                    | Schloss (Herrenhaus)    | |      |
| Herrenhaus Goursat Manoir de Goursat                                                  | Tourtoirac                                        | Schloss (Herrenhaus)    | |      |
| Herrenhaus Goursolas Manoir de Goursolas                                              | Firbeix                                           | Schloss (Herrenhaus)    | |      |
| Schloss Gouyas Château de Gouyas                                                      | Montagrier                                        | Schloss                 | |      |
| Schloss Le Grand Vignoble Château du Grand Vignoble                                   | Saint-Julien-de-Crempse                           | Schloss                 | Heute ein Hotel-Restaurant |      |
| Schloss La Grande Filolie Château de la Grande Filolie                                | Saint-Amand-de-Coly                               | Schloss                 | |      |
| Herrenhaus La Grange Manoir de la Grange                                              | Sainte-Croix-de-Mareuil                           | Schloss (Herrenhaus)    | |      |
| Herrenhaus La Grange-Neuve Manoir de la Grange-Neuve                                  | Trémolat                                          | Schloss (Herrenhaus)    | |      |
| Kartause Granger Chartreuse de Granger                                                | Mensignac                                         | Burg (Kartause)         | |      |
| Schloss Les Granges Château des Granges                                               | Valeuil                                           | Schloss                 | |      |
| Schloss Grateloup Château de Grateloup                                                | Saint-Sauveur                                     | Schloss                 | |      |
| Herrenhaus Graulet Manoir de Graulet                                                  | Sainte-Eulalie-d’Eymet                            | Schloss (Herrenhaus)    | |      |
| Schloss La Graverie Château de la Graverie                                            | Saint-Privat-des-Prés                             | Schloss                 | |      |
| Kartause La Grêlerie Chartreuse de la Grêlerie                                        | Saint-Geyrac                                      | Burg (Kartause)         | |      |
| Schloss La Grênerie Château de la Grênerie                                            | Verteillac                                        | Schloss                 | |      |
| Burg Grésignac Motte castrale de Grésignac                                            | La Chapelle-Grésignac                             | Burg (Motte)            | Abgegangen |      |
| Schloss La Grèze Château de la Grèze                                                  | Plaisance                                         | Schloss                 | |      |
| Herrenhaus Grézignac Manoir de Grézignac                                              | Sarliac-sur-l’Isle                                | Schloss (Herrenhaus)    | |      |
| Schloss Griffoul Château de Griffoul                                                  | Vitrac                                            | Schloss                 | |      |
| Burg Grignols Château de Grignols                                                     | Grignols                                          | Burg                    | Ruine |      |
| Schloss Groléjac Château de Groléjac                                                  | Groléjac                                          | Schloss                 | |      |
| Herrenhaus Grospuy Manoir de Grospuy                                                  | Abjat-sur-Bandiat                                 | Schloss (Herrenhaus)    | |      |
| Herrenhaus La Guionie Manoir de la Guionie                                            | Lempzours                                         | Schloss (Herrenhaus)    | |      |
| Burg Gurson Château de Gurson                                                         | Carsac-de-Gurson                                  | Burg                    | Ruine |      |
| Herrenhaus Hautefaye Manoir de Hautefaye                                              | La Tour-Blanche-Cercles                           | Schloss (Herrenhaus)    | |      |
| Schloss Hautefort Château de Hautefort                                                | Hautefort                                         | Schloss                 | Geburtsort von Eugène Le Roy, französischer Schriftsteller |      |
| Schloss Henri IV Château Henri IV                                                     | Bergerac                                          | Schloss                 | |      |
| Schloss L’Herm Château de l'Herm                                                      | Rouffignac-Saint-Cernin-de-Reilhac                | Schloss                 | Ruine |      |
| Schloss L’Hermier Château de l'Hermier (Manoir de l'Hermier)                          | Carsac-Aillac                                     | Schloss                 | |      |
| Schloss La Hierce Château de la Hierce                                                | Brantôme en Périgord                              | Schloss                 | |      |
| Schloss Hurtevent Château de Hurtevent                                                | Paunat                                            | Schloss                 | |      |
| Herrenhaus Igonie Manoir d'Igonie                                                     | Saint-Sulpice-d’Excideuil                         | Schloss (Herrenhaus)    | |      |
| Schloss Les Izards Château des Izards                                                 | Coulounieix-Chamiers                              | Schloss                 | |      |
| Herrenhaus Jacqueteau Manoir de Jacqueteau                                            | Thénac                                            | Schloss (Herrenhaus)    | |      |
| Herrenhaus Jaillac Manoir de Jaillac                                                  | Sorges                                            | Schloss (Herrenhaus)    | |      |
| Herrenhaus La Jalerie Manoir de la Jalerie                                            | Vanxains                                          | Schloss (Herrenhaus)    | |      |
| Schloss Janissous Château de Janissous                                                | Saint-Michel-de-Villadeix                         | Schloss                 | |      |
| Schloss Le Jarry Château du Jarry                                                     | La Bachellerie                                    | Schloss                 | |      |
| Schloss La Jaubertie Château de la Jaubertie                                          | Colombier                                         | Schloss                 | |      |
| Schloss Jaure Château de Jaure                                                        | Jaure                                             | Schloss                 | Hier wurde am 17. August 1892 die Französisch-Russische Allianz unterzeichnet. |      |
| Schloss Jaurias Château de Jaurias                                                    | Gout-Rossignol                                    | Schloss                 | |      |
| Schloss La Jarthe Château de la Jarthe                                                | Coursac                                           | Schloss                 | |      |
| Schloss La Jarthe Château de la Jarthe                                                | Trélissac                                         | Schloss                 | |      |
| Schloss Javerlhac Château de Javerlhac                                                | Javerlhac-et-la-Chapelle-Saint-Robert             | Schloss                 | |      |
| Schloss Jayac Château de Jayac                                                        | Jayac                                             | Schloss                 | Ruine |      |
| Schloss Jeanne d’Arc Château Jeanne d'Arc                                             | Terrasson-Lavilledieu                             | Schloss                 | |      |
| Herrenhaus La Jonie Manoir de la Jonie                                                | Mensignac                                         | Schloss (Herrenhaus)    | |      |
| Herrenhaus Les Jonies Manoir les Jonies                                               | Capdrot                                           | Schloss (Herrenhaus)    | |      |
| Herrenhaus La Jorie Manoir de la Jorie                                                | Saint-Médard-d’Excideuil                          | Schloss (Herrenhaus)    | |      |
| Burg Jovelle Château de Jovelle                                                       | La Tour-Blanche-Cercles                           | Burg                    | Ruine |      |
| Herrenhaus La Jugie Manoir de la Jugie                                                | Eyvirat                                           | Schloss (Herrenhaus)    | |      |
| Schloss Jumilhac Château de Jumilhac                                                  | Jumilhac-le-Grand                                 | Schloss                 | |      |
| Herrenhaus La Juvénie Manoir de la Juvénie                                            | Payzac                                            | Schloss (Herrenhaus)    | |      |
| Schloss Laborde Château de Laborde                                                    | Le Change                                         | Schloss                 | |      |
| Schloss Labrousse Château Labrousse                                                   | Saint-Sulpice-d’Excideuil                         | Schloss                 | |      |
| Schloss Lacaut Château de Lacaut (Lacaud)                                             | Puyrenier                                         | Schloss                 | |      |
| Schloss Lacoste Château de Lacoste                                                    | Castelnaud-la-Chapelle                            | Schloss                 | |      |
| Schloss Ladesvignes Château Ladesvignes                                               | Pomport                                           | Schloss                 | Weingut |      |
| Schloss Lafaye Castel de Lafaye                                                       | Boulazac Isle Manoire                             | Schloss                 | Im Ortsteil Atur |      |
| Schloss Lafont Château de Lafont                                                      | Saint-Vivien                                      | Schloss                 | |      |
| Herrenhaus Lafosse Manoir de Lafosse                                                  | Celles                                            | Schloss (Herrenhaus)    | |      |
| Herrenhaus Lafournerie Gentilhommière de Lafournerie                                  | Saint-Amand-de-Belvès                             | Schloss (Herrenhaus)    | |      |
| Schloss Lage Château de Lage (Château de l'Âge)                                       | Négrondes                                         | Schloss                 | |      |
| Schloss Lalande Château de Lalande                                                    | Annesse-et-Beaulieu                               | Schloss                 | |      |
| Schloss Lalinde Château de Lalinde (Château de la Bastide)                            | Lalinde                                           | Schloss                 | |      |
| Herrenhaus Lamaurie Manoir de Lamaurie                                                | Thiviers                                          | Schloss (Herrenhaus)    | |      |
| Schloss Lambertie Château de Lambertie                                                | Mialet                                            | Schloss                 | Im 12. Jahrhundert errichtet, 1380 von den Engländern niedergebrannt und dann wieder aufgebaut                                                                                             |      |
| Herrenhaus Les Landes Manoir des Landes                                               | La Chapelle-Gonaguet                              | Schloss (Herrenhaus)    | |      |
| Schloss Les Landes Château les Landes                                                 | Lalinde                                           | Schloss                 | Im Ortsteil Sainte-Colombe |      |
| Herrenhaus Langlade Manoir de Langlade                                                | Proissans                                         | Schloss (Herrenhaus)    | |      |
| Herrenhaus Langlardie Manoir de Langlardie                                            | Soudat                                            | Schloss (Herrenhaus)    | |      |
| Schloss Lanmary Château de Lanmary                                                    | Antonne-et-Trigonant                              | Schloss                 | In eine Wohneinrichtung für pflegebedürftige ältere Menschen umgewandelt |      |
| Schloss Lannet Château de Lannet                                                      | La Chapelle-Montmoreau                            | Schloss                 | |      |
| Schloss Lanquais Château de Lanquais                                                  | Lanquais                                          | Schloss                 | |      |
| Schloss Lanvège Château de Lanvège                                                    | Saussignac                                        | Schloss                 | 1945 teilweise zerstört |      |
| Schloss Lardimalie Château de Lardimalie                                              | Saint-Pierre-de-Chignac                           | Schloss                 | Ruine |      |
| Schloss Laroque Château de Laroque                                                    | Lanquais                                          | Schloss                 | |      |
| Schloss Laroque-Basse Château de Laroque-Basse                                        | Saint-Antoine-de-Breuilh                          | Schloss                 | |      |
| Schloss Laroque-Haute Château de Laroque-Haute                                        | Saint-Antoine-de-Breuilh                          | Schloss                 | |      |
| Herrenhaus Las Font Manoir de Las Font                                                | La Chapelle-Faucher                               | Schloss (Herrenhaus)    | |      |
| Schloss Lascaud-de-Sales Château de Lascaud-de-Sales                                  | Beleymas                                          | Schloss                 | Ruine |      |
| Herrenhaus Lascaux Manoir de Lascaux                                                  | Montignac-Lascaux                                 | Schloss (Herrenhaus)    | |      |
| Herrenhaus Lascoups Manoir de Lascoups                                                | Saint-Georges-de-Montclard                        | Schloss (Herrenhaus)    | |      |
| Schloss Lascours Château de Lascours                                                  | Carsac-Aillac                                     | Schloss                 | |      |
| Herrenhaus Lascoux Manoir de Lascoux                                                  | Celles                                            | Schloss (Herrenhaus)    | |      |
| Schloss Lascoux Château de Lascoux                                                    | Celles                                            | Schloss                 | |      |
| Schloss Lasserre Château de Lasserre                                                  | Marcillac-Saint-Quentin                           | Schloss                 | |      |
| Schloss Lasteyrie Château de Lasteyrie                                                | La Rochebeaucourt-et-Argentine                    | Schloss                 | |      |
| Herrenhaus Le Lau Manoir du Lau                                                       | Allemans                                          | Schloss (Herrenhaus)    | |      |
| Schloss Laubertie Château de Laubertie                                                | Saint-Jory-las-Bloux                              | Schloss                 | |      |
| Kartause Laugerie Chartreuse de Laugerie                                              | Mauzens-et-Miremont                               | Burg (Kartause)         | |      |
| Schloss La Laupière Château de La Laupière                                            | Vaunac                                            | Schloss                 | |      |
| Schloss Laussel Château de Laussel                                                    | Marquay                                           | Schloss                 | |      |
| Schloss Lauterie Château de Lauterie                                                  | Trélissac                                         | Schloss                 | |      |
| Herrenhaus La Lauvie Manoir de La Lauvie                                              | Simeyrols                                         | Schloss (Herrenhaus)    | |      |
| Schloss Lavalade Château de Lavalade                                                  | Tocane-Saint-Apre                                 | Schloss                 | |      |
| Herrenhaus Lavalade Manoir de Lavalade                                                | Tocane-Saint-Apre                                 | Schloss (Herrenhaus)    | |      |
| Herrenhaus Lavastre Manoir de Lavastre                                                | Sarrazac                                          | Schloss (Herrenhaus)    | |      |
| Schloss Lavergne Château de Lavergne                                                  | Petit-Bersac                                      | Schloss                 | Heute ein Bauernhof |      |
| Herrenhaus Lavernelle Manoir de Lavernelle                                            | Saint-Félix-de-Villadeix                          | Schloss (Herrenhaus)    | |      |
| Schloss Laxion Château de Laxion                                                      | Corgnac-sur-l’Isle                                | Schloss                 | |      |
| Herrenhaus La Léotardie Manoir la Léotardie                                           | Saint-Georges-de-Montclard                        | Schloss (Herrenhaus)    | |      |
| Schloss Lescot Château de Lescot                                                      | Lamonzie-Montastruc                               | Schloss                 | |      |
| Herrenhaus Lesparre Manoir de Lesparre                                                | Celles                                            | Schloss (Herrenhaus)    | |      |
| Schloss Lespinassat Château de Lespinassat                                            | Bergerac                                          | Schloss                 | |      |
| Burg Lespinasse Repaire de Lespinasse                                                 | Issac                                             | Burg (Repaire)          | |      |
| Schloss Lestaubière Château de Lestaubière                                            | Douville                                          | Schloss                 | |      |
| Herrenhaus Lestevenie Manoir de Lestevenie                                            | Gageac-et-Rouillac                                | Schloss (Herrenhaus)    | |      |
| Herrenhaus Leteyrie Manoir de Leteyrie                                                | Monmarvès                                         | Schloss (Herrenhaus)    | |      |
| Herrenhaus Leygonie Manoir de Leygonie                                                | Montagnac-la-Crempse                              | Schloss (Herrenhaus)    | |      |
| Schloss Leygurat Château de Leygurat                                                  | Augignac                                          | Schloss                 | Ruine |      |
| Schloss Leyzarnie Château de Leyzarnie                                                | Manzac-sur-Vern                                   | Schloss                 | |      |
| Schloss Libersac Château de Libersac                                                  | Saint-Capraise-d’Eymet                            | Schloss                 | |      |
| Schloss Le Lieu-Dieu Château du Lieu-Dieu                                             | Boulazac Isle Manoire                             | Schloss                 | |      |
| Schloss La Ligerie Château la Ligerie                                                 | Champagne-et-Fontaine                             | Schloss                 | |      |
| Herrenhaus Les Limagnes Manoir les Limagnes                                           | Thiviers                                          | Schloss (Herrenhaus)    | |      |
| Schloss Limeuil Château de Limeuil                                                    | Limeuil                                           | Schloss                 | Ruine |      |
| Burg Limeyrat Château de Limeyrat                                                     | Limeyrat                                          | Burg                    | Ruine |      |
| Burg Liorac Repaire de Liorac                                                         | Liorac-sur-Louyre                                 | Burg (Repaire)          | |      |
| Obere Burg Lisle Château-Haut                                                         | Lisle                                             | Burg                    | Unvollendet |      |
| Untere Burg Lisle Château-Bas                                                         | Lisle                                             | Burg                    | |      |
| Herrenhaus Le Logis Manoir du Logis                                                   | Javerlhac-et-la-Chapelle-Saint-Robert             | Schloss (Herrenhaus)    | |      |
| Schloss Londres Hôtel de Londres                                                      | Monpazier                                         | Schloss (Hôtel)         | |      |
| Schloss Longas Château de Longas                                                      | Sainte-Foy-de-Longas                              | Schloss                 | Ruine |      |
| Schloss Longua Château de Longua                                                      | Saint-Médard-de-Mussidan                          | Schloss                 | |      |
| Schloss Lortal Château de Lortal                                                      | Manaurie                                          | Schloss                 | |      |
| Schloss Losse Château de Losse                                                        | Thonac                                            | Schloss                 | |      |
| Schloss Loubejac Château de Loubejac                                                  | Sarlat-la-Canéda                                  | Schloss                 | Ehemaliger Besitz von Justin de Selves, Politiker |      |
| Schloss La Luminade Château de La Luminade                                            | Cornille                                          | Schloss                 | Ruine |      |
| Burg Lusignac Château de Lusignac                                                     | Lusignac                                          | Burg                    | |      |
| Schloss Luzier Château de Luzier                                                      | Beaumont-du-Périgord                              | Schloss                 | |      |
| Herrenhaus Magnac Manoir de Magnac                                                    | Milhac-de-Nontron                                 | Schloss (Herrenhaus)    | |      |
| Schloss Magne Château Magne                                                           | Trélissac                                         | Schloss                 | |      |
| Herrenhaus Les Maillols Manoir des Maillols                                           | Saint-Pierre-de-Chignac                           | Schloss (Herrenhaus)    | |      |
| Schloss Les Maillots Château des Maillots                                             | Saint-Pierre-de-Chignac                           | Schloss                 | |      |
| Herrenhaus Le Maine Manoir du Maine                                                   | Saint-Pardoux-de-Drône                            | Schloss (Herrenhaus)    | |      |
| Herrenhaus La Maladrerie Manoir la Maladrerie                                         | Coulounieix-Chamiers                              | Schloss (Herrenhaus)    | |      |
| Schloss La Malartrie Château de la Malartrie                                          | Vézac                                             | Schloss                 | |      |
| Schloss Malbec Château de Malbec                                                      | Fleurac                                           | Schloss                 | |      |
| Herrenhaus Malbernat Manoir de Malbernat                                              | Creysse                                           | Schloss (Herrenhaus)    | |      |
| Schloss Maleffe Château de Maleffe                                                    | Le Change                                         | Schloss                 | |      |
| Herrenhaus La Malincourie Manoir la Malincourie                                       | Champs-Romain                                     | Schloss (Herrenhaus)    | |      |
| Herrenhaus Malut Manoir de Malut                                                      | Mareuil en Périgord                               | Schloss (Herrenhaus)    | Im Ortsteil Graulges |      |
| Herrenhaus Malut Manoir de Malut                                                      | Beaussac                                          | Schloss (Herrenhaus)    | |      |
| Schloss Le Malveyran Château du Malveyran                                             | Pomport                                           | Schloss                 | |      |
| Herrenhaus La Manaurie Manoir de la Manaurie                                          | Saint-Cyprien                                     | Schloss (Herrenhaus)    | |      |
| Schloss Le Manègre Château du Manègre                                                 | Valojoulx                                         | Schloss                 | |      |
| Schloss La Manou Château de la Manou                                                  | Coursac                                           | Schloss                 | |      |
| Schloss Marafy Château de Marafy                                                      | Vieux-Mareuil                                     | Schloss                 | |      |
| Herrenhaus Le Marais Manoir du Marais                                                 | Saint-Chamassy                                    | Schloss (Herrenhaus)    | |      |
| Herrenhaus La Marche Manoir la Marche                                                 | Saint-Rabier                                      | Schloss (Herrenhaus)    | |      |
| Herrenhaus Le Marcousin Manoir du Marcousin                                           | Saint-Germain-de-Belvès                           | Schloss (Herrenhaus)    | |      |
| Schloss Mareuil Château de Mareuil                                                    | Mareuil                                           | Schloss                 | |      |
| Schloss Marobert Château de Marobert                                                  | Vitrac                                            | Schloss                 | |      |
| Schloss Marouatte Château de Marouatte (Marouate, Maroite, Maroitte)                  | Grand-Brassac                                     | Schloss                 | |      |
| Kartause Marqueyssac Chartreuse de Marqueyssac                                        | Saint-Pantaly-d’Ans                               | Schloss (Kartause)      | |      |
| Schloss Marqueyssac Château de Marqueyssac                                            | Saint-Pantaly-d’Ans                               | Schloss                 | Ruine |      |
| Schloss Marqueyssac Château de Marqueyssac                                            | Vézac                                             | Schloss                 | Die Terrassengärten wurden von André Le Nôtre entworfen |      |
| Schloss Marsac Château de Marsac                                                      | Marsac-sur-l’Isle                                 | Schloss                 | |      |
| Schloss Marsaguet Château de Marsaguet                                                | Razac-sur-l’Isle                                  | Schloss                 | |      |
| Schloss Marsalès Château de Marsalès                                                  | Marsalès                                          | Schloss                 | |      |
| Herrenhaus La Marteille Manoir de la Marteille                                        | Saint-Sulpice-de-Roumagnac                        | Schloss (Herrenhaus)    | |      |
| Schloss La Marthonye Château de la Marthonye (La Marthonie)                           | Saint-Jean-de-Côle                                | Schloss                 | |      |
| Schloss La Martinie Château de La Martinie                                            | Segonzac                                          | Schloss                 | |      |
| Schloss Marzac Château de Marzac                                                      | Tursac                                            | Schloss                 | |      |
| Schloss Le Mas de Montet Château du Mas de Montet                                     | Petit-Bersac                                      | Schloss                 | Gästehaus |      |
| Herrenhaus Le Mas de Montet Manoir du Mas de Montet                                   | Petit-Bersac                                      | Schloss (Herrenhaus)    | |      |
| Herrenhaus Le Mas Manoir du Mas                                                       | Marcillac-Saint-Quentin                           | Schloss (Herrenhaus)    | |      |
| Herrenhaus Le Mas-Poitevin Manoir du Mas-Poitevin                                     | Saint-Vincent-de-Connezac                         | Schloss (Herrenhaus)    | |      |
| Schloss Mas-Robert Château de Mas-Robert                                              | Vitrac                                            | Schloss                 | |      |
| Herrenhaus Massaud Manoir de Massaud                                                  | Prats-de-Carlux                                   | Schloss (Herrenhaus)    | |      |
| Schloss Matecoulon Château de Matecoulon                                              | Montpeyroux                                       | Schloss                 | |      |
| Schloss Maupas Château de Maupas                                                      | Issac                                             | Schloss                 | |      |
| Schloss Mauriac Château de Mauriac                                                    | Douzillac                                         | Schloss                 | |      |
| Herrenhaus Maurillac Manoir de Maurillac                                              | Flaugeac                                          | Schloss (Herrenhaus)    | |      |
| Herrenhaus Mauzens-et-Miremont Gentilhommière de Mauzens-et-Miremont                  | Mauzens-et-Miremont                               | Schloss (Herrenhaus)    | |      |
| Schloss Mavaleix Château de Mavaleix                                                  | Chalais                                           | Schloss                 | |      |
| Schloss Mayac Château de Mayac                                                        | Mayac                                             | Schloss                 | |      |
| Herrenhaus Mayot Manoir de Mayot                                                      | Payzac                                            | Schloss (Herrenhaus)    | |      |
| Schloss Mazerat Château de Mazerat                                                    | Bourdeilles                                       | Schloss                 | |      |
| Herrenhaus Mazeyrolles Manoir de Mazeyrolles                                          | Mazeyrolles                                       | Schloss (Herrenhaus)    | |      |
| Herrenhaus Maziéras Manoir de Maziéras                                                | Bouniagues                                        | Schloss (Herrenhaus)    | |      |
| Schloss Mellet Château de Mellet                                                      | Beauregard-de-Terrasson                           | Schloss                 | |      |
| Herrenhaus Méneyplé Manoir de Méneyplé                                                | Eyvirat                                           | Schloss (Herrenhaus)    | |      |
| Bischofsburg Mensignac Château épiscopal de Mensignac                                 | Mensignac                                         | Burg                    | Abgegangen |      |
| Schloss Mensignac Château de Mensignac                                                | Mensignac                                         | Schloss                 | Heute das Rathaus (Mairie) |      |
| Herrenhaus Le Merle Manoir du Merle                                                   | Saint-Martin-de-Fressengeas                       | Schloss (Herrenhaus)    | |      |
| Schloss Les Merles Château les Merles                                                 | Mouleydier                                        | Schloss                 | |      |
| Schloss Mesplier Château de Mesplier                                                  | Château-l’Évêque                                  | Schloss                 | |      |
| Schloss Mespoulet Château de Mespoulet                                                | Saint-Pompont                                     | Schloss                 | |      |
| Schloss La Meyfrenie Château de la Meyfrenie                                          | Verteillac                                        | Schloss                 | |      |
| Schloss Le Meynard Château du Meynard                                                 | Allemans                                          | Schloss                 | |      |
| Schloss La Meynardie Château de la Meynardie                                          | La Coquille                                       | Schloss                 | |      |
| Schloss La Meynardie Château de la Meynardie                                          | Saint-Privat-des-Prés                             | Schloss                 | Heute ein Sanatorium |      |
| Schloss La Meynardie Château de la Meynardie                                          | Saint-Vincent-Jalmoutiers                         | Schloss                 | Präventorium |      |
| Herrenhaus Les Meynichoux Manoir les Meynichoux                                       | Saint-Aquilin                                     | Schloss (Herrenhaus)    | |      |
| Herrenhaus Meyssès Manoir de Meyssès                                                  | Sarlat-la-Canéda                                  | Schloss (Herrenhaus)    | |      |
| Schloss Mézières Château de Mézières                                                  | Port-Sainte-Foy-et-Ponchapt                       | Schloss                 | |      |
| Herrenhaus Mialet Manoir de Mialet                                                    | Mialet                                            | Schloss (Herrenhaus)    | |      |
| Schloss Les Milandes Château des Milandes                                             | Castelnaud-la-Chapelle                            | Schloss                 | Gehörte einst Josephine Baker |      |
| Herrenhaus Milhac Manoir de Milhac                                                    | Milhac-de-Nontron                                 | Schloss (Herrenhaus)    | |      |
| Kartause La Milhale Chartreuse de la Milhale                                          | Coux-et-Bigaroque                                 | Burg (Kartause)         | |      |
| Herrenhaus Le Mirador Maison le Mirador                                               | Vendoire                                          | Schloss (Herrenhaus)    | |      |
| Schloss Miremont Château de Miremont                                                  | Mauzens-et-Miremont                               | Schloss                 | Ruine |      |
| Schloss Missier Château Missier                                                       | Salon                                             | Schloss                 | |      |
| Herrenhaus Mitonias Manoir de Mitonias                                                | Gout-Rossignol                                    | Schloss (Herrenhaus)    | |      |
| Schloss Molières Château de Molières                                                  | Molières                                          | Schloss                 | Ruine |      |
| Herrenhaus La Molle Manoir de La Molle                                                | Eygurande-et-Gardedeuil                           | Schloss (Herrenhaus)    | |      |
| Herrenhaus La Molle Manoir de La Molle                                                | Saint-Barthélemy-de-Bellegarde                    | Schloss (Herrenhaus)    | |      |
| Schloss Monbazillac Château de Monbazillac                                            | Monbazillac                                       | Schloss                 | |      |
| Schloss Monbette Château de Monbette                                                  | Cénac-et-Saint-Julien                             | Schloss                 | |      |
| Schloss Monboucher Château de Monboucher                                              | Lamonzie-Saint-Martin                             | Schloss                 | Im Ortsteil Monteil |      |
| Herrenhaus Moncalou Manoir de Moncalou                                                | Florimont-Gaumier                                 | Schloss (Herrenhaus)    | Ruine |      |
| Herrenhaus Moncé Manoir de Moncé                                                      | Saint-Aquilin                                     | Schloss (Herrenhaus)    | |      |
| Schloss Mondésir Château de Mondésir                                                  | Villefranche-de-Lonchat                           | Schloss                 | |      |
| Schloss Mondevy Château de Mondevy                                                    | Saint-Félix-de-Bourdeilles                        | Schloss                 | |      |
| Herrenhaus Mondiol Manoir de Mondiol                                                  | Doissat                                           | Schloss (Herrenhaus)    | |      |
| Herrenhaus La Mongie Manoir de la Mongie                                              | Saussignac                                        | Schloss (Herrenhaus)    | |      |
| Herrenhaus Monmarvès Manoir Monmarvès                                                 | Monmarvès                                         | Schloss (Herrenhaus)    | |      |
| Stadtbefestigung Monpazier Remparts de Monpazier                                      | Monpazier                                         | Burg (Stadtbefestigung) | |      |
| Herrenhaus Monpeyrat Manoir de Monpeyrat                                              | Bugue                                             | Schloss (Herrenhaus)    | |      |
| Schloss Monplaisir Château de Monplaisir                                              | La Chapelle-Faucher                               | Schloss                 | |      |
| Schloss Monrecour Château de Monrecour                                                | Saint-Vincent-de-Cosse                            | Schloss                 | |      |
| Herrenhaus Monsac Manoir de Monsac                                                    | Lamonzie-Montastruc                               | Schloss (Herrenhaus)    | |      |
| Schloss Monsac Château de Monsac                                                      | Monsac                                            | Schloss                 | |      |
| Schloss Monsec Château de Monsec                                                      | Mouzens                                           | Schloss                 | |      |
| Burg Montagrier Château de Montagrier                                                 | Montagrier                                        | Burg                    | Ruine |      |
| Schloss Montaigne Château de Montaigne                                                | Saint-Michel-de-Montaigne                         | Schloss                 | Geburts- und Sterbeort von Michel de Montaigne (1533–1592). Sterbeort des französischen Politikers Pierre Magne (1806–1879)                                                                |      |
| Schloss Montanceix Château de Montanceix                                              | Montrem                                           | Schloss                 | |      |
| Herrenhaus Montardy Manoir de Montardy                                                | Celles                                            | Schloss (Herrenhaus)    | |      |
| Schloss Montardy Château de Montardy                                                  | Grand-Brassac                                     | Schloss                 | |      |
| Schloss Montardy Château de Montardy                                                  | Saint-Paul-la-Roche                               | Schloss                 | |      |
| Schloss Montastruc Château de Montastruc                                              | Lamonzie-Montastruc                               | Schloss                 | |      |
| Schloss Montaud Château de Montaud                                                    | Beleymas                                          | Schloss                 | Ruine |      |
| Festes Haus Montazeau Maison forte de Montazeau                                       | Montazeau                                         | Burg (Festes Haus)      | |      |
| Schloss Montbrun Chartreuse de Montbrun (Château de Montbrun)                         | Verdon                                            | Schloss (Kartause)      | |      |
| Schloss Montcheuil Château de Montcheuil                                              | Saint-Martial-de-Valette                          | Schloss                 | |      |
| Schloss Montcigoux Château de Montcigoux                                              | Saint-Pierre-de-Frugie                            | Schloss                 | |      |
| Schloss Montclard Château de Montclard (Montclar, Monclar)                            | Saint-Georges-de-Montclard                        | Schloss                 | |      |
| Schloss Montferrand Château de Montferrand                                            | Montferrand-du-Périgord                           | Schloss                 | Ruine |      |
| Schloss Montferrier Château de Montferrier                                            | Saint-Geyrac                                      | Schloss                 | |      |
| Schloss Montfort Château de Montfort                                                  | Vitrac                                            | Schloss                 | |      |
| Burg Montgueyral Château de Montgueyral                                               | Naussannes                                        | Burg                    | Ruine |      |
| Burg Montguyard Château féodal de Montguyard                                          | Serres-et-Montguyard                              | Burg                    | Ruine |      |
| Schloss Montignac Château de Montignac (Château des comtes de Périgord)               | Montignac-Lascaux                                 | Schloss                 | Im 14. Jahrhundert von der königlichen Armee zerstört, dann von den Engländern, wurde es nach der Revolution in einen Steinbruch umgewandelt                                               |      |
| Herrenhaus Montignac Repaire de Montignac                                             | Trélissac                                         | Schloss (Herrenhaus)    | |      |
| Herrenhaus Montlong Manoir de Montlong                                                | Pomport                                           | Schloss (Herrenhaus)    | Weingut |      |
| Schloss Montmège Château de Montmège                                                  | Terrasson-Lavilledieu                             | Schloss                 | |      |
| Schloss Montmirail Château de Montmirail                                              | Cénac-et-Saint-Julien                             | Schloss                 | |      |
| Herrenhaus Montmoreau Manoir de Montmoreau                                            | La Chapelle-Montmoreau                            | Schloss (Herrenhaus)    | |      |
| Schloss Montplaisir Château de Montplaisir                                            | Condat-sur-Trincou                                | Schloss                 | |      |
| Burg Montpon-Ménestérol Château Montpon-Ménestérol                                    | Montpon-Ménestérol                                | Burg                    | Abgegangen |      |
| Burg Montravel Château de Montravel                                                   | Lamothe-Montravel                                 | Burg                    | 1620 zerstört |      |
| Schloss Montréal Château de Montréal                                                  | Issac                                             | Schloss                 | |      |
| Schloss Montvert Château de Montvert                                                  | Saint-Seurin-de-Prats                             | Schloss                 | |      |
| Herrenhaus La Mothe Gentilhommière de La Mothe                                        | Saint-Amand-de-Belvès                             | Schloss (Herrenhaus)    | |      |
| Schloss La Mothe Château de la Mothe (Nontron)                                        | Saint-Privat-des-Prés                             | Schloss                 | |      |
| Herrenhaus La Mothe Manoir de La Mothe                                                | Thenon                                            | Schloss (Herrenhaus)    | Ruine |      |
| Kartause La Mothe Chartreuse de la Mothe                                              | Trélissac                                         | Schloss (Kartause)      | |      |
| Herrenhaus La Mothe Manoir de La Mothe                                                | Villac                                            | Schloss (Herrenhaus)    | |      |
| Burg Mouleydier Château fort Mouleydier                                               | Mouleydier                                        | Burg                    | Ruine |      |
| Schloss Mounet-Sully Château de Mounet-Sully                                          | Bergerac                                          | Schloss                 | |      |
| Schloss Le Murat Château du Murat                                                     | Trélissac                                         | Schloss                 | |      |
| Burg Le Muratel Château du Muratel                                                    | Villac                                            | Burg                    | Ruine |      |
| Burg Mussidan Château fort de Mussidan                                                | Mussidan                                          | Burg                    | Ruine |      |
| Herrenhaus Nanchapt Manoir de Nanchapt (Roumailhac)                                   | La Tour-Blanche-Cercles                           | Schloss (Herrenhaus)    | |      |
| Herrenhaus Nantheuil Manoir de Nantheuil                                              | Nantheuil                                         | Schloss (Herrenhaus)    | Ehemaliges Priorat |      |
| Schloss Nanthiat Château de Nanthiat                                                  | Nanthiat                                          | Schloss                 | Ruine |      |
| Herrenhaus Nanthiat Logis seigneurial de Nanthiat                                     | Nanthiat                                          | Schloss (Herrenhaus)    | |      |
| Burg Narbonne Château de Narbonne                                                     | Saint-Just                                        | Burg                    | |      |
| Herrenhaus Nastringues Manoir de Nastringues                                          | Nastringues                                       | Schloss (Herrenhaus)    | |      |
| Schloss Neuvic Château de Neuvic (Château de Mellet)                                  | Neuvic                                            | Schloss                 | |      |
| Schloss Nontron Château de Nontron                                                    | Nontron                                           | Schloss                 | |      |
| Wehrkirche Notre-Dame-de-la-Nativité Église Notre-Dame-de-la-Nativité d'Urval         | Urval                                             | Burg (Wehrkirche)       | |      |
| Schloss Oche Château d'Oche                                                           | Saint-Priest-les-Fougères                         | Schloss                 | |      |
| Schloss Paluel Château de Paluel                                                      | Saint-Vincent-le-Paluel                           | Schloss                 | Von den Deutschen 1944 niedergebrannt, diente in Balduin, das Nachtgespenst als Kulisse |      |
| Schloss Panassou Château de Panassou                                                  | Saint-Vincent-de-Cosse                            | Schloss                 | |      |
| Herrenhaus La Pandoule Manoir la Pandoule                                             | Valojoulx                                         | Schloss (Herrenhaus)    | |      |
| Schloss Panisseau Château de Panisseau                                                | Thénac (Dordogne)                                 | Schloss                 | Weingut |      |
| Schloss Parcoul Château de Parcoul                                                    | Parcoul                                           | Schloss                 | |      |
| Herrenhaus Le Parnet Manoir le Parnet                                                 | Sorges                                            | Schloss (Herrenhaus)    | |      |
| Herrenhaus Paty Manoir de Paty                                                        | Pontours                                          | Schloss (Herrenhaus)    | |      |
| Herrenhaus Paugnac Manoir de Paugnac                                                  | Champs-Romain                                     | Schloss (Herrenhaus)    | |      |
| Schloss Paulin Château de Paulin                                                      | Paulin                                            | Schloss                 | Ruine |      |
| Schloss Le Pauly Château du Pauly                                                     | Chassaignes                                       | Schloss                 | |      |
| Schloss Paunat Château de Paunat                                                      | Paunat                                            | Schloss                 | Ruine |      |
| Burg Paupiol Château de Paupiol                                                       | Saint-Avit-Sénieur                                | Burg                    | Ruine |      |
| Herrenhaus Paussac Manoir de Paussac                                                  | Paussac-et-Saint-Vivien                           | Schloss (Herrenhaus)    | |      |
| Herrenhaus Les Pautis Manoir des Pautis                                               | Sorges                                            | Schloss (Herrenhaus)    | |      |
| Herrenhaus La Pauze Manoir de la Pauze                                                | Celles                                            | Schloss (Herrenhaus)    | |      |
| Herrenhaus Le Pavillon Manoir le Pavillon                                             | Sorges                                            | Schloss (Herrenhaus)    | |      |
| Schloss Pavillon Renaissance Château dit Pavillon Renaissance                         | Bourdeilles                                       | Schloss (Pavillon)      | |      |
| Schloss Payzac Château de Payzac                                                      | Payzac                                            | Schloss                 | |      |
| Herrenhaus Pazayac Manoir de Pazayac                                                  | Pazayac                                           | Schloss (Herrenhaus)    | |      |
| Schloss Pazayac Château de Pazayac                                                    | Pazayac                                           | Schloss                 | |      |
| Schloss Pécany Château de Pecany                                                      | Pomport                                           | Schloss                 | |      |
| Herrenhaus Pech de Laval Manoir de Pech de Laval                                      | Saint-Cyprien                                     | Schloss (Herrenhaus)    | |      |
| Herrenhaus Pech Godou Manoir de Pech Godou                                            | Belvès                                            | Schloss (Herrenhaus)    | |      |
| Burg Pech-Saint-Sourd Château fort de Pech-Saint-Sourd                                | Saint-Cirq                                        | Burg                    | |      |
| Herrenhaus Péchalves Manoir de Péchalves                                              | Gaugeac                                           | Schloss (Herrenhaus)    | |      |
| Schloss Péchaud Château Péchaud                                                       | Castelnaud-la-Chapelle                            | Schloss                 | |      |
| Herrenhaus Pechegut Manoir de Pechegut                                                | Capdrot                                           | Schloss (Herrenhaus)    | |      |
| Schloss La Péchère Château la Péchère                                                 | Limeuil                                           | Schloss                 | |      |
| Herrenhaus Pechmège Manoir de Pechmège                                                | Sainte-Foy-de-Belvès                              | Schloss (Herrenhaus)    | |      |
| Schloss Pechmoutier Château de Pechmoutier (Château de Pemontier)                     | Saint-Cernin-de-Labarde                           | Schloss                 | |      |
| Herrenhaus La Pécoulie Manoir de La Pécoulie                                          | Saint-Mayme-de-Péreyrol                           | Schloss (Herrenhaus)    | |      |
| Schloss Peignefort Château de Peignefort                                              | Paussac-et-Saint-Vivien                           | Schloss                 | |      |
| Schloss Pelvézy Château de Pelvézy                                                    | Saint-Geniès                                      | Schloss                 | Ferienwohnungen |      |
| Schloss Perdigat Château de Perdigat                                                  | Saint-Chamassy                                    | Schloss (Herrenhaus)    | |      |
| Herrenhaus Le Périer Manoir le Périer                                                 | Lembras                                           | Schloss (Herrenhaus)    | |      |
| Schloss Perrou Château de Perrou                                                      | Gageac-et-Rouillac                                | Schloss                 | |      |
| Schloss Petit Tour Château Petit Tour                                                 | Faux-en-Périgord                                  | Schloss                 | Gästezimmer |      |
| Schloss Le Petit-Marzac Château du Petit-Marzac                                       | Tursac                                            | Schloss                 | Ruine |      |
| Herrenhaus Petit-Puy Manoir de Petit-Puy                                              | Saint-Astier                                      | Schloss (Herrenhaus)    | |      |
| Schloss La Petite Filolie Château de la Petite Filolie                                | Condat-sur-Vézère                                 | Schloss                 | |      |
| Schloss Le Peuch Château du Peuch                                                     | Fleurac                                           | Schloss                 | |      |
| Burg Le Peuch Château du Peuch                                                        | Plazac                                            | Burg                    | Ruine |      |
| Schloss Peyraux Château de Peyraux                                                    | Le Lardin-Saint-Lazare                            | Schloss                 | |      |
| Herrenhaus La Peyre Gentilhommière de La Peyre                                        | Augignac                                          | Schloss (Herrenhaus)    | |      |
| Herrenhaus La Peyre Manoir de la Peyre                                                | Villac                                            | Schloss (Herrenhaus)    | |      |
| Herrenhaus Peyrelevade Manoir de Peyrelevade                                          | Saint-Cernin-de-Labarde                           | Schloss (Herrenhaus)    | |      |
| Kartause Peyroudière Chartreuse de Peyroudière                                        | Monbazillac                                       | Burg (Kartause)         | |      |
| Schloss Le Peyruzel Château du Peyruzel                                               | Daglan                                            | Schloss                 | |      |
| Herrenhaus La Peytelie Manoir de la Peytelie                                          | Savignac-les-Églises                              | Schloss (Herrenhaus)    | |      |
| Herrenhaus La Peyzie Manoir de la Peyzie                                              | Lisle                                             | Schloss (Herrenhaus)    | |      |
| Burg Piégut Château de Piégut                                                         | Piégut-Pluviers                                   | Burg (Turm)             | 1199 von Richard Löwenherz zerstört |      |
| Burg Pierres-Penot Castel de Pierres-Penot                                            | Plaisance                                         | Burg                    | |      |
| Kartause Le Pinier Chartreuse du Pinier                                               | Saint-Crépin-d’Auberoche                          | Schloss (Kartause)      | |      |
| Schloss Pile Château de Pile                                                          | Cours-de-Pile                                     | Schloss                 | |      |
| Herrenhaus Piqueterre Manoir de Piqueterre                                            | Fougueyrolles                                     | Schloss (Herrenhaus)    | |      |
| Herrenhaus Pissepetit Manoir de Pissepetit                                            | Thénac                                            | Schloss (Herrenhaus)    | |      |
| Schloss Pitray Château de Pitray                                                      | Saint-Seurin-de-Prats                             | Schloss                 | |      |
| Herrenhaus Le Pizou Manoir de Le Pizou                                                | Le Pizou                                          | Schloss (Herrenhaus)    | |      |
| Herrenhaus La Placelle Manoir de la Placelle                                          | Trémolat                                          | Schloss (Herrenhaus)    | |      |
| Schloss Plague Château de Plague                                                      | Coulounieix-Chamiers                              | Schloss                 | |      |
| Herrenhaus Plaisance Manoir de Plaisance                                              | Fonroque                                          | Schloss (Herrenhaus)    | |      |
| Herrenhaus Plaisance Manoir de Plaisance                                              | Lanouaille                                        | Schloss (Herrenhaus)    | |      |
| Schloss Planchat Château de Planchat                                                  | Montignac-Lascaux                                 | Schloss                 | |      |
| Herrenhaus Pleyssade Manoir de Pleyssade                                              | Mescoules                                         | Schloss (Herrenhaus)    | |      |
| Schloss La Pommerie Château de la Pommerie                                            | Cendrieux                                         | Schloss                 | Heute ein Museum über Napoleon Bonaparte |      |
| Herrenhaus Pommier Manoir de Pommier                                                  | Parcoul                                           | Schloss (Herrenhaus)    | |      |
| Schloss Pommier Château de Pommier                                                    | Saint-Front-la-Rivière                            | Schloss                 | |      |
| Burg Pomport Castel de Pomport                                                        | Beauregard-et-Bassac                              | Burg (Castel)           | |      |
| Schloss Ponchapt Château de Ponchapt                                                  | Port-Sainte-Foy-et-Ponchapt                       | Schloss                 | Ruine |      |
| Herrenhaus La Ponsie Manoir de la Ponsie                                              | Saint-Jean-d’Estissac                             | Schloss (Herrenhaus)    | Geburtsort von Jean-Baptiste-Augustin de Salignac-Fénelon |      |
| Schloss Le Pont Château du Pont                                                       | Villac                                            | Schloss                 | |      |
| Burg Potuverie Château de Potuverie                                                   | Beauregard-de-Terrasson                           | Burg                    | Ruine |      |
| Schloss La Poujade Château de la Poujade                                              | Urval                                             | Schloss                 | |      |
| Burg Les Poujols Castel des Poujols                                                   | Villamblard                                       | Burg (Castel)           | |      |
| Herrenhaus La Pourcale Manoir la Pourcale                                             | Lembras                                           | Schloss (Herrenhaus)    | |      |
| Schloss Pourcaud Château de Pourcaud                                                  | Monfaucon                                         | Schloss                 | |      |
| Schloss Pouthet Château de Pouthet                                                    | Eymet                                             | Schloss                 | |      |
| Schloss Poutignac Château de Poutignac                                                | Beaussac                                          | Schloss                 | |      |
| Burg La Pouyade Castel la Pouyade                                                     | Cherval                                           | Burg (Castel)           | |      |
| Schloss La Pouyade Château de la Pouyade                                              | Sceau-Saint-Angel                                 | Schloss                 | |      |
| Schloss Pouzelande Château de Pouzelande                                              | Notre-Dame-de-Sanilhac                            | Schloss                 | |      |
| Herrenhaus Pradelle Manoir de Pradelle                                                | Sainte-Alvère                                     | Schloss (Herrenhaus)    | Ehemalige Kartause |      |
| Herrenhaus La Prandie Manoir la Prandie                                               | Valojoulx                                         | Schloss (Herrenhaus)    | |      |
| Schloss Prats Château de Prats                                                        | Montrem                                           | Schloss                 | Ferienwohnungen |      |
| Schloss Prats Château de Prats                                                        | Saint-Seurin-de-Prats                             | Schloss                 | |      |
| Schloss Prats-du-Périgord Château de Prats-du-Périgord                                | Prats-du-Périgord                                 | Schloss                 | |      |
| Schloss Prémilhac Château de Prémilhac                                                | Saint-Sulpice-d’Excideuil                         | Schloss                 | Ruine |      |
| Herrenhaus Preyssac Manoir de Preyssac                                                | Château-l’Évêque                                  | Schloss (Herrenhaus)    | |      |
| Herrenhaus Preyssac Manoir de Preyssac                                                | Thenon                                            | Schloss (Herrenhaus)    | |      |
| Herrenhaus Le Prézat Manoir du Prézat                                                 | Paussac-et-Saint-Vivien                           | Schloss (Herrenhaus)    | |      |
| Schloss Prompsault Château de Prompsault                                              | Notre-Dame-de-Sanilhac                            | Schloss                 | |      |
| Schloss Le Puid Château du Puid                                                       | Saint-Sulpice-de-Roumagnac                        | Schloss                 | |      |
| Herrenhaus Le Puy Manoir du Puy                                                       | Eyliac                                            | Schloss (Herrenhaus)    | |      |
| Herrenhaus Puy-de-Rège Manoir de Puy-de-Rège                                          | Pezuls                                            | Schloss (Herrenhaus)    | |      |
| Schloss Le Puy-Pont Château du Puy-Pont (Château Puy-de-Pont)                         | Neuvic                                            | Schloss                 | Ruine |      |
| Schloss Puy-Robert Château de Puy-Robert                                              | Montignac-Lascaux                                 | Schloss                 | Heute ein Hotel-Restaurant |      |
| Schloss Le Puy-Saint-Astier Château du Puy-Saint-Astier                               | Saint-Astier                                      | Schloss                 | |      |
| Herrenhaus Puyberaud Manoir de Puyberaud                                              | Saint-Front-sur-Nizonne                           | Schloss (Herrenhaus)    | |      |
| Schloss Puycharnaud Château de Puycharnaud                                            | Saint-Estèphe                                     | Schloss                 | |      |
| Kartause Puydorat Chartreuse de Puydorat                                              | Campsegret                                        | Burg (Kartause)         | |      |
| Herrenhaus Puyfaiteau Maison noble de Puyfaiteau                                      | Saint-Martial-de-Valette                          | Schloss (Herrenhaus)    | |      |
| Schloss Puyferrat Château de Puyferrat                                                | Saint-Astier                                      | Schloss                 | |      |
| Burg Puyguilhem Château de Puyguilhem                                                 | Thénac                                            | Burg                    | Ruine |      |
| Schloss Puyguilhem Château de Puyguilhem                                              | Villars                                           | Schloss                 | |      |
| Schloss Puymangou Château de Puymangou                                                | Puymangou                                         | Schloss                 | |      |
| Schloss Puymarteau Château de Puymarteau                                              | Brantôme en Périgord                              | Schloss                 | |      |
| Schloss Puymartin Château de Puymartin                                                | Marquay                                           | Schloss                 | |      |
| Schloss Puymoger Château de Puymoger                                                  | Javerlhac-et-la-Chapelle-Saint-Robert             | Schloss                 | |      |
| Schloss Puyrazeau Château de Puyrazeau                                                | Piégut-Pluviers                                   | Schloss                 | |      |
| Schloss Puyredon Château de Puyredon                                                  | Saint-Perdoux                                     | Schloss                 | |      |
| Herrenhaus La Querrerie Manoir la Querrerie                                           | Valojoulx                                         | Schloss (Herrenhaus)    | |      |
| Schloss Queynat Château de Queynat                                                    | Limeuil                                           | Schloss                 | |      |
| Schloss La Queyrerie Château de la Queyrerie                                          | Valojoulx                                         | Schloss                 | |      |
| Herrenhaus La Queyzie Manoir de la Queyzie                                            | Saint-Chamassy                                    | Schloss (Herrenhaus)    | |      |
| Schloss Ramefort Château de Ramefort                                                  | Valeuil                                           | Schloss                 | |      |
| Schloss Rastignac Château de Rastignac                                                | La Bachellerie                                    | Schloss                 | |      |
| Schloss La Raye Château de la Raye                                                    | Vélines                                           | Schloss                 | |      |
| Schloss Raysse Château de Raysse                                                      | Cazoulès                                          | Schloss                 | |      |
| Schloss Razac Château de Razac                                                        | Thiviers                                          | Schloss                 | |      |
| Burg Razac-d’Eymet Château de Razac-d'Eymet                                           | Razac-d’Eymet                                     | Burg                    | Ruine |      |
| Herrenhaus Les Reclauds Manoir des Reclauds                                           | Saussignac                                        | Schloss (Herrenhaus)    | |      |
| Schloss Redon Château de Redon                                                        | Granges-d’Ans                                     | Schloss                 | |      |
| Burg La Redoute Motte féodale de la Redoute                                           | Léguillac-de-l’Auche                              | Burg (Motte)            | Abgegangen |      |
| Schloss Regagnac Château de Regagnac                                                  | Montferrand-du-Périgord                           | Schloss                 | |      |
| Schloss La Reille Château de la Reille                                                | Coulaures                                         | Schloss                 | |      |
| Herrenhaus La Renaudias Manoir de la Renaudias (Château de las Reynaudias)            | Salagnac                                          | Schloss (Herrenhaus)    | |      |
| Schloss La Renaudie Château de la Renaudie                                            | Lembras                                           | Schloss                 | |      |
| Burg La Renaudie Château de la Renaudie                                               | Saint-Front-la-Rivière                            | Burg                    | Ruine |      |
| Schloss La Renaudie Château de la Renaudie                                            | Saint-Privat-des-Prés                             | Schloss                 | |      |
| Schloss La Renaudie Château de la Renaudie                                            | Saint-Vincent-Jalmoutiers                         | Schloss                 | |      |
| Herrenhaus La Renaudie Manoir de la Renaudie                                          | Saint-Vivien                                      | Schloss (Herrenhaus)    | |      |
| Herrenhaus Le Repaire Manoir du Repaire                                               | Eyvirat                                           | Schloss (Herrenhaus)    | |      |
| Schloss Le Repaire Château du Repaire                                                 | Saint-Aubin-de-Nabirat                            | Schloss                 | Ruine |      |
| Herrenhaus Le Repaire Manoir du Repaire                                               | Saint-Front-sur-Nizonne                           | Schloss (Herrenhaus)    | |      |
| Schloss Le Repaire Château du Repaire                                                 | Saint-Martial-de-Nabirat                          | Schloss                 | Ruine |      |
| Schloss Les Reynats Château des Reynats                                               | Chancelade                                        | Schloss                 | |      |
| Schloss Reynaud Château Reynaud                                                       | Lempzours                                         | Schloss                 | |      |
| Herrenhaus La Reynerie Manoir de la Reynerie                                          | Nanteuil-Auriac-de-Bourzac                        | Schloss (Herrenhaus)    | |      |
| Schloss Ribagnac Château de Ribagnac                                                  | Ribagnac                                          | Schloss                 | Ruine |      |
| Schloss Ribérac Château de Ribérac                                                    | Ribérac                                           | Schloss                 | |      |
| Schloss La Ricardie Château de la Ricardie                                            | Liorac-sur-Louyre                                 | Schloss                 | |      |
| Herrenhaus La Richardie Manoir de la Richardie                                        | Bouteilles-Saint-Sébastien                        | Schloss (Herrenhaus)    | |      |
| Schloss La Richardie Château de la Richardie                                          | Bouteilles-Saint-Sébastien                        | Schloss                 | |      |
| Schloss La Richardie Château la Richardie                                             | Champagne-et-Fontaine                             | Schloss                 | |      |
| Schloss La Richardie Château de la Richardie                                          | Eyliac                                            | Schloss                 | Ruine |      |
| Schloss Richemont Château de Richemont                                                | Saint-Crépin-de-Richemont                         | Schloss                 | Gebaut von Pierre de Bourdeille, genannt Brantôme, Abt und Herr von Brantôme und französischer Schriftsteller                                                                              |      |
| Herrenhaus La Rigale Manoir de La Rigale                                              | Villetoureix                                      | Schloss (Herrenhaus)    | |      |
| Schloss La Rigale Château de la Rigale                                                | Villetoureix                                      | Schloss                 | |      |
| Schloss La Rigaudie Château de la Rigaudie                                            | Allemans                                          | Schloss                 | |      |
| Herrenhaus La Rigaudie Gentilhommière de La Rigaudie                                  | Saint-Hilaire-d’Estissac                          | Schloss (Herrenhaus)    | |      |
| Schloss La Rigeardie Château de la Rigeardie                                          | Bourdeilles                                       | Schloss (Herrenhaus)    | |      |
| Schloss Rignac Château de Rignac                                                      | Carlux                                            | Schloss                 | |      |
| Schloss La Rivière Château de la Rivière                                              | Saint-Sulpice-d’Excideuil                         | Schloss                 | Auf alten Fundamenten gebaut |      |
| Herrenhaus Les Rivières Manoir des Rivières                                           | Château-l’Évêque                                  | Schloss (Herrenhaus)    | |      |
| Herrenhaus Les Rivières Manoir des Rivières                                           | Saint-Pierre-de-Chignac                           | Schloss (Herrenhaus)    | Ruine |      |
| Schloss La Robertie Château de la Robertie                                            | Dussac                                            | Schloss                 | |      |
| Schloss Le Roc Château du Roc                                                         | Le Change                                         | Schloss                 | |      |
| Schloss Le Roc Château du Roc                                                         | Saint-André-d’Allas                               | Schloss                 | |      |
| Schloss Le Roc Château du Roc                                                         | Saint-Aquilin                                     | Schloss                 | |      |
| Herrenhaus Le Roc Manoir le Roc                                                       | Saint-Rabier                                      | Schloss (Herrenhaus)    | |      |
| Herrenhaus Le Roc Manoir du Roc                                                       | Trémolat                                          | Schloss (Herrenhaus)    | |      |
| Schloss Rocanadel Château de Rocanadel                                                | Veyrignac                                         | Schloss                 | Ruine |      |
| Schloss La Roche Château de la Roche                                                  | Annesse-et-Beaulieu                               | Schloss                 | |      |
| Schloss La Roche Château de la Roche                                                  | Liorac-sur-Louyre                                 | Schloss                 | |      |
| Herrenhaus La Roche Manoir de la Roche                                                | Saint-Martin-l’Astier                             | Schloss (Herrenhaus)    | |      |
| Schloss La Roche Château de la Roche                                                  | Saint-Pantaly-d’Excideuil                         | Schloss                 | |      |
| Schloss La Roche Pontissac Château de la Roche Pontissac                              | Saint-Front-d’Alemps                              | Schloss                 | |      |
| Schloss La Rochebeaucourt Château de la Rochebeaucourt                                | La Rochebeaucourt-et-Argentine                    | Schloss                 | |      |
| Schloss Rochebois Château de Rochebois                                                | Vitrac                                            | Schloss                 | |      |
| Herrenhaus Rochecourbe Manoir de Rochecourbe                                          | Vézac                                             | Schloss (Herrenhaus)    | |      |
| Burg Rochemorin Château de Rochemorin                                                 | Saint-Front-d’Alemps                              | Burg                    | |      |
| Herrenhaus La Rochette Manoir de la Rochette                                          | Lisle                                             | Schloss (Herrenhaus)    | |      |
| Schloss Le Rognac Château de Rognac                                                   | Bassillac et Auberoche                            | Schloss                 | |      |
| Herrenhaus La Rolandie Manoir de la Rolandie                                          | Sainte-Marie-de-Chignac                           | Schloss (Herrenhaus)    | |      |
| Schloss La Rolandie Château de la Rolandie                                            | Sainte-Marie-de-Chignac                           | Schloss                 | |      |
| Schloss La Rolphie Château de la Rolphie                                              | Coulounieix-Chamiers                              | Schloss                 | |      |
| Schloss La Roque Château de La Roque                                                  | Castels                                           | Schloss                 | |      |
| Schloss La Roque Château de la Roque                                                  | Meyrals                                           | Schloss                 | |      |
| Schloss La Roque Château de La Roque                                                  | Saint-Germain-et-Mons                             | Schloss                 | Ruine |      |
| Herrenhaus La Roquette-Haute Manoir de la Roquette-Haute                              | Eyliac                                            | Schloss (Herrenhaus)    | |      |
| Schloss Rossignol Château de Rossignol                                                | Chalagnac                                         | Schloss                 | Heute ein Hotel |      |
| Herrenhaus Roucaudou Manoir de Roucaudou                                              | Manaurie                                          | Schloss (Herrenhaus)    | |      |
| Schloss Rouffiac Château de Rouffiac                                                  | Angoisse                                          | Schloss                 | |      |
| Schloss Rouffillac Château de Rouffillac                                              | Carlux                                            | Schloss                 | |      |
| Herrenhaus La Rousselière Manoir de La Rousselière                                    | Rudeau-Ladosse                                    | Schloss (Herrenhaus)    | Heute ein Rehabilitationszentrum |      |
| Schloss La Roussie Château de la Roussie                                              | Proissans                                         | Schloss                 | Diente 1995 als Kulisse für die Dreharbeiten des amerikanischen Films Sleeping Beauty (Dornröschen)                                                                                        |      |
| Burg Roussille Château de Roussille                                                   | Douville                                          | Burg                    | Ruine |      |
| Burg Le Roy Château du Roy                                                            | Domme                                             | Burg                    | Ruine |      |
| Schloss La Rue Château de la Rue                                                      | Lalinde                                           | Schloss                 | |      |
| Schloss Le Sablou Château le Sablou                                                   | Fanlac                                            | Schloss                 | Ferienwohnungen |      |
| Herrenhaus Sadillac Manoir de Sadillac                                                | Sadillac                                          | Schloss (Herrenhaus)    | |      |
| Abteischloss Saint-Amand-de-Coly Château des abbés de Saint-Amand-de-Coly             | Coly                                              | Schloss                 | Ruine |      |
| Schloss Saint-Aulaye Château de Saint-Aulaye                                          | Saint-Antoine-de-Breuilh                          | Schloss                 | |      |
| Schloss Saint-Aulaye Château de Saint-Aulaye                                          | Saint-Aulaye                                      | Schloss                 | Heute das Rathaus (Hôtel de ville) |      |
| Schloss Saint-Cernin Château de Saint-Cernin                                          | Saint-Cernin-de-Labarde                           | Schloss                 | |      |
| Herrenhaus Saint-Chamassy Manoir de Saint-Chamassy                                    | Saint-Chamassy                                    | Schloss (Herrenhaus)    | |      |
| Herrenhaus Saint-Crépin 1 Manoir de Saint-Crépin                                      | Saint-Crépin-d’Auberoche                          | Schloss (Herrenhaus)    | Nördlich der Kirche |      |
| Herrenhaus Saint-Crépin 2 Manoir de Saint-Crépin                                      | Saint-Crépin-d’Auberoche                          | Schloss (Herrenhaus)    | Südlich der Kirche |      |
| Schloss Saint-Crépin Château de Saint-Crépin                                          | Saint-Crépin-de-Richemont                         | Schloss                 | |      |
| Schloss Saint-Cyprien Château de Saint-Cyprien                                        | Saint-Cyprien                                     | Schloss                 | |      |
| Wehrkirche Saint-Étienne Château de Ferrand                                           | Alles-sur-Dordogne                                | Burg (Wehrkirche)       | |      |
| Burg Saint-Geniès Vieux château de Saint-Geniès                                       | Saint-Geniès                                      | Burg                    | Ruine |      |
| Schloss Saint-Geniès Château de Saint-Geniès                                          | Saint-Geniès                                      | Schloss                 | |      |
| Schloss Saint-Germain Château de Saint-Germain                                        | Gaugeac                                           | Schloss                 | |      |
| Schloss Saint-Germain Château de Saint-Germain                                        | Monpazier                                         | Schloss                 | |      |
| Herrenhaus Saint-Germain Manoir de Saint-Germain                                      | Saint-Germain-des-Prés (Dordogne)                 | Schloss (Herrenhaus)    | |      |
| Schloss Saint-Germain-du-Salembre Château de Saint-Germain-du-Salembre                | Saint-Germain-du-Salembre                         | Schloss                 | |      |
| Turm Saint-Jacques Tour Saint-Jacques                                                 | Issac                                             | Burg (Turm)             | |      |
| Herrenhaus Saint-Jean-d’Estissac Gentilhommière de Saint-Jean-d'Estissac              | Saint-Jean-d’Estissac                             | Schloss (Herrenhaus)    | Auf der Rückseite der Kirche |      |
| Schloss Saint-Jory-las-Bloux Château de Saint-Jory-las-Bloux                          | Saint-Jory-las-Bloux                              | Schloss                 | |      |
| Herrenhaus Saint-Just Manoir de Saint-Just                                            | Brouchaud                                         | Schloss (Herrenhaus)    | |      |
| Wehrkirche Saint-Laurent-et-Saint-Front Église fortifiée Saint-Laurent-et-Saint-Front | Beaumont-du-Périgord                              | Burg (Wehrkirche)       | Gewaltiges Gotteshaus mit typischen Merkmalen einer Burg wie Verteidigungstürmen, Pechnasen und einem umlaufenden Wehrgang                                                                 |      |
| Burg Saint-Laurent-la-Vallée Château fort de Saint-Laurent-la-Vallée                  | Saint-Laurent-la-Vallée                           | Burg (Turm)             | |      |
| Herrenhaus Saint-Laurent-sur-Manoire Manoir de Saint-Laurent-sur-Manoire              | Boulazac Isle Manoire                             | Schloss (Herrenhaus)    | Heute Rathaus und Museum |      |
| Schloss Saint-Mamet Château de Saint-Mamet                                            | Douville                                          | Schloss                 | |      |
| Schloss Saint-Martial Château de Saint-Martial                                        | Saint-Martial-de-Nabirat                          | Schloss                 | Ruine |      |
| Schloss Saint-Martial-Laborie Château de Saint-Martial-Laborie                        | Cherveix-Cubas                                    | Schloss                 | |      |
| Schloss Saint-Martial-Viveyrol Château de Saint-Martial-Viveyrol                      | Saint-Martial-Viveyrol                            | Schloss                 | |      |
| Schloss Saint-Martin Château de Saint-Martin                                          | Lamonzie-Saint-Martin                             | Schloss                 | |      |
| Herrenhaus Saint-Martin Maison noble de Saint-Martin                                  | Saint-Martial-de-Valette                          | Schloss (Herrenhaus)    | |      |
| Schloss Saint-Martin Château de Saint-Martin                                          | Saint-Martin-de-Fressengeas                       | Schloss                 | |      |
| Schloss Saint-Martin Château de Saint-Martin                                          | Saint-Martin-le-Pin                               | Schloss                 | |      |
| Schloss Saint-Maurice Château de Saint-Maurice                                        | Saint-Laurent-des-Bâtons                          | Schloss                 | |      |
| Herrenhaus Saint-Meyme Manoir de Saint-Meyme                                          | Mauzac-et-Grand-Castang                           | Schloss (Herrenhaus)    | |      |
| Herrenhaus Saint-Michel Manoir de Saint-Michel                                        | Saint-Michel-de-Double                            | Schloss (Herrenhaus)    | |      |
| Burg Saint-Pardoux-de-Drône Château féodal de Saint-Pardoux-de-Drône                  | Saint-Pardoux-de-Drône                            | Burg                    | Ruine |      |
| Schloss Saint-Paul (Saint-Paul-de-Serre) Château de Saint-Paul                        | Saint-Paul-de-Serre                               | Schloss                 | |      |
| Templerhaus Saint-Paul-la-Roche Maison templière de Saint-Paul-la-Roche               | Saint-Paul-la-Roche                               | Schloss (Herrenhaus)    | |      |
| Herrenhaus Saint-Perdoux Manoir de Saint-Perdoux                                      | Saint-Perdoux                                     | Schloss (Herrenhaus)    | |      |
| Herrenhaus Saint-Pierre Manoir de Saint-Pierre                                        | Saint-Germain-des-Prés                            | Schloss (Herrenhaus)    | Ferienwohnungen |      |
| Schloss Saint-Pompont Château de Saint-Pompont                                        | Saint-Pompont                                     | Schloss                 | |      |
| Schloss Saint-Privat-des-Prés Château de Saint-Privat-des-Prés                        | Saint-Privat-des-Prés                             | Schloss                 | Heute ein Sanatorium und Krankenhaus |      |
| Schloss Saint-Rabier Château de Saint-Rabier                                          | Saint-Rabier                                      | Schloss                 | |      |
| Herrenhaus Saint-Sulpice Manoir de Saint-Sulpice                                      | Saint-Sulpice-de-Roumagnac                        | Schloss (Herrenhaus)    | |      |
| Schloss Saint-Sulpice Château de Saint-Sulpice                                        | Saint-Sulpice-de-Roumagnac                        | Schloss                 | |      |
| Herrenhaus Saint-Vincent-le-Paluel Manoir de Saint-Vincent-le-Paluel                  | Saint-Vincent-le-Paluel                           | Schloss (Herrenhaus)    | Im Ortskern |      |
| Burg Sainte-Alvère Château de Sainte-Alvère                                           | Sainte-Alvère                                     | Burg                    | Ruine |      |
| Herrenhaus Sainte-Croix Manoir de Sainte-Croix                                        | Monestier                                         | Schloss (Herrenhaus)    | |      |
| Schloss Sainte-Croix Château de Sainte-Croix                                          | Sainte-Croix                                      | Schloss                 | |      |
| Herrenhaus Sainte-Croix Manoir de Sainte-Croix                                        | Sainte-Croix-de-Mareuil                           | Schloss (Herrenhaus)    | In der Nähe der Kirche |      |
| Herrenhaus Sainte-Marie Gentilhommière de Sainte-Marie                                | Montagnac-la-Crempse                              | Schloss (Herrenhaus)    | |      |
| Schloss Sainte-Orse Château de Sainte-Orse                                            | Sainte-Orse                                       | Schloss                 | |      |
| Herrenhaus Saintongers Manoir de Saintongers                                          | Saint-Cernin-de-Labarde                           | Schloss (Herrenhaus)    | Weingut |      |
| Herrenhaus Salibourne Manoir de Salibourne                                            | Coux-et-Bigaroque                                 | Schloss (Herrenhaus)    | |      |
| Burg Salignac Château de Salignac                                                     | Salignac-Eyvigues                                 | Burg                    | |      |
| Herrenhaus La Salle Gentilhommière de la Salle                                        | Lempzours                                         | Schloss (Herrenhaus)    | |      |
| Herrenhaus La Salle Manoir de la Salle                                                | Saint-Léon-sur-Vézère                             | Schloss (Herrenhaus)    | |      |
| Schloss La Salle Château de la Salle                                                  | Sainte-Orse                                       | Schloss (Herrenhaus)    | |      |
| Schloss Salles Château de Salles                                                      | Vézac                                             | Schloss                 | Heute ein Hotel |      |
| Schloss Saltgourde Château de Saltgourde                                              | Marsac-sur-l’Isle                                 | Schloss                 | |      |
| Schloss La Sandre Château de la Sandre                                                | Le Change                                         | Schloss                 | |      |
| Schloss Sanxet Château de Sanxet                                                      | Pomport                                           | Schloss                 | Weingut |      |
| Schloss Sarazac Château de Sarazac                                                    | Mayac                                             | Schloss                 | |      |
| Herrenhaus Sarliac Manoir de Sarliac                                                  | Sarliac-sur-l’Isle                                | Schloss (Herrenhaus)    | |      |
| Schloss Saulnier Château Saulnier                                                     | Saint-Front-la-Rivière                            | Schloss                 | |      |
| Schloss Saulou Château de Saulou                                                      | Cazoulès                                          | Schloss                 | |      |
| Schloss Saulou Château de Saulou                                                      | Peyrillac-et-Millac                               | Schloss                 | |      |
| Schloss Saussignac Château de Saussignac                                              | Saussignac                                        | Schloss                 | |      |
| Herrenhaus Sautet Manoir de Sautet                                                    | Molières                                          | Schloss (Herrenhaus)    | |      |
| Schloss Sauvebœuf Château de Sauvebœuf                                                | Aubas                                             | Schloss                 | |      |
| Schloss Sauvebœuf Château de Sauvebœuf                                                | Lalinde                                           | Schloss                 | |      |
| Schloss Segonzac Château de Segonzac                                                  | Segonzac                                          | Schloss                 | |      |
| Schloss Les Ségur Château des Ségur                                                   | Fougueyrolles                                     | Schloss                 | Ruine |      |
| Schloss Le Sénéchal Château du Sénéchal                                               | Bourdeilles                                       | Schloss                 | |      |
| Schloss Septfonds Château de Septfonds                                                | Trélissac                                         | Schloss                 | |      |
| Herrenhaus Sergeac Manoir de Sergeac                                                  | Sergeac                                           | Schloss (Herrenhaus)    | Ruine, ehemalige Templer-Kommende |      |
| Schloss Sermet Château de Sermet                                                      | Loubejac                                          | Schloss                 | Ehemalige Templerburg |      |
| Herrenhaus Servanches Manoir de Servanches                                            | Servanches                                        | Schloss (Herrenhaus)    | |      |
| Herrenhaus Seyliac Manoir de Seyliac (Château de Ceyliac)                             | Montagnac-d’Auberoche                             | Schloss (Herrenhaus)    | |      |
| Schloss Sibeaumont Château de Sibeaumont                                              | Cénac-et-Saint-Julien                             | Schloss                 | |      |
| Herrenhaus La Sicardie Manoir de La Sicardie                                          | Cendrieux                                         | Schloss (Herrenhaus)    | |      |
| Herrenhaus Signac Manoir de Signac                                                    | Grives                                            | Schloss (Herrenhaus)    | |      |
| Schloss Sineuil Château de Sineuil                                                    | Saint-Cernin-de-l’Herm                            | Schloss                 | |      |
| Schloss Siorac Château de Siorac                                                      | Annesse-et-Beaulieu                               | Schloss                 | |      |
| Schloss Siorac Château de Siorac                                                      | Siorac-en-Périgord                                | Schloss                 | Heute das Rathaus (Mairie) |      |
| Schloss Sirey Château de Sirey                                                        | Prats-de-Carlux                                   | Schloss                 | |      |
| Herrenhaus Sireygeol Manoir de Sireygeol                                              | Saint-Germain-et-Mons                             | Schloss (Herrenhaus)    | |      |
| Schloss Sorges Château de Sorges                                                      | Sorges                                            | Schloss                 | |      |
| Schloss Souffron Château de Souffron                                                  | Fleurac                                           | Schloss                 | |      |
| Festes Haus Soulvignac Maison forte de Soulvignac                                     | Vézac                                             | Burg (Festes Haus)      | |      |
| Burg Sourzac Château de Sourzac                                                       | Sourzac                                           | Burg                    | Ruine |      |
| Herrenhaus Sous-le-Roc Manoir Sous-le-Roc                                             | Couze-et-Saint-Front                              | Schloss (Herrenhaus)    | Mühle |      |
| Herrenhaus La Sudrie Manoir de la Sudrie                                              | Bourrou                                           | Schloss (Herrenhaus)    | |      |
| Herrenhaus Le Suquet Manoir le Suquet                                                 | Coux-et-Bigaroque                                 | Schloss (Herrenhaus)    | |      |
| Kartause Taboury Chartreuse de Taboury                                                | Sainte-Marie-de-Chignac                           | Schloss (Kartause)      | |      |
| Herrenhaus Talevaud Maison noble de Talevaud                                          | Saint-Martial-de-Valette                          | Schloss (Herrenhaus)    | |      |
| Schloss Talivaud Château Talivaud                                                     | Saint-Martin-le-Pin                               | Schloss                 | |      |
| Herrenhaus Taraveau Manoir de Taraveau                                                | Milhac-de-Nontron                                 | Schloss (Herrenhaus)    | |      |
| Schloss Tarde Château de Tarde (Manoir de Tarde)                                      | La Roque-Gageac                                   | Schloss (Herrenhaus)    | |      |
| Burg Tayac Château de Tayac                                                           | Les Eyzies-de-Tayac-Sireuil                       | Burg                    | |      |
| Schloss Temniac Château de Temniac                                                    | Sarlat-la-Canéda                                  | Schloss                 | Ruine |      |
| Herrenhaus Le Temple de l’Eau Maison du Temple de l'Eau                               | Cherveix-Cubas                                    | Schloss (Herrenhaus)    | |      |
| Herrenhaus Thénac Manoir de Thénac                                                    | Thénac                                            | Schloss (Herrenhaus)    | |      |
| Burg Thenon Château de Thenon                                                         | Thenon                                            | Burg                    | Ruine |      |
| Schloss Le Thon Château du Thon                                                       | Bézenac                                           | Schloss                 | |      |
| Schloss Thouron Château de Thouron                                                    | Cénac-et-Saint-Julien                             | Schloss                 | |      |
| Schloss Tiregand Château de Tiregand                                                  | Creysse                                           | Schloss                 | |      |
| Schloss Toulgou Château de Toulgou                                                    | Salignac-Eyvigues                                 | Schloss                 | Der Schriftsteller Gautier de Costes de La Calprenède wurde 1609 hier geboren |      |
| Herrenhaus La Tour Manoir de la Tour                                                  | Monestier                                         | Schloss (Herrenhaus)    | |      |
| Herrenhaus La Tour Manoir de la Tour                                                  | Sainte-Nathalène                                  | Schloss (Herrenhaus)    | Der Troubadour Guillaume de La Tour soll im 13. Jahrhundert in diesem Herrenhaus gelebt haben                                                                                              |      |
| Herrenhaus La Tour Manoir de la Tour                                                  | Serres-et-Montguyard                              | Schloss (Herrenhaus)    | |      |
| Burg La Tour-Blanche Château de la Tour-Blanche                                       | La Tour-Blanche-Cercles                           | Burg                    | Ruine |      |
| Herrenhaus Tourelle Manoir de Tourelle                                                | Sainte-Orse                                       | Schloss (Herrenhaus)    | |      |
| Burg La Tourette Château de la Tourette                                               | Saint-Julien-de-Lampon                            | Burg                    | Ruine |      |
| Kartause Le Touron Chartreuse du Touron                                               | Monbazillac                                       | Burg (Kartause)         | |      |
| Herrenhaus Tourondel Manoir de Tourondel                                              | Saint-Sauveur                                     | Schloss (Herrenhaus)    | Weingut |      |
| Burg Tranchard Castel de Tranchard                                                    | Cherval                                           | Burg (Castel)           | |      |
| Herrenhaus Trélissac Manoir de Trélissac                                              | Trélissac                                         | Schloss (Herrenhaus)    | |      |
| Schloss Trélissac Château-Vieux de Trélissac                                          | Trélissac                                         | Schloss                 | |      |
| Schloss Trigonant Château de Trigonant                                                | Antonne-et-Trigonant                              | Schloss                 | |      |
| Festes Haus Troglodytique de Reignac Maison forte troglodytique de Reignac            | Tursac                                            | Burg (Festes Haus)      | Zentrum für prähistorische Ausgrabungen des Musée de Bordeaux |      |
| Schloss Trompette Château Trompette                                                   | Vanxains                                          | Schloss                 | |      |
| Herrenhaus Trouillol Manoir de Trouillol                                              | Siorac-en-Périgord                                | Schloss (Herrenhaus)    | |      |
| Burg La Tuilière Château de La Tuilière                                               | Saint-Pardoux-de-Drône                            | Burg                    | Ruine |      |
| Schloss Le Tuloup Château du Tuloup                                                   | Boulazac Isle Manoire                             | Schloss                 | |      |
| Burg Tursac Château fort de Tursac                                                    | Tursac                                            | Burg                    | Ruine |      |
| Schloss La Valade Château de la Valade                                                | Bourdeilles                                       | Schloss                 | |      |
| Schloss La Valade Château de la Valade                                                | Saint-Paul-la-Roche                               | Schloss                 | |      |
| Schloss Le Valadou Château du Valadou                                                 | Bonneville-et-Saint-Avit-de-Fumadières            | Schloss                 | |      |
| Schloss Valette Château de Valette                                                    | La Bachellerie                                    | Schloss                 | |      |
| Schloss La Valouze Château de la Valouze                                              | La Roche-Chalais                                  | Schloss                 | |      |
| Schloss Varaignes Château de Varaignes                                                | Varaignes                                         | Schloss                 | |      |
| Schloss La Vassaldie Château de la Vassaldie                                          | Gout-Rossignol                                    | Schloss                 | |      |
| Kartause Vauclaire Chartreuse de Vauclaire                                            | Montpon-Ménestérol                                | Burg (Kartause)         | Heute eine psychiatrische Klinik |      |
| Schloss Vaucocour Château de Vaucocour                                                | Thiviers                                          | Schloss                 | |      |
| Schloss Vaudre Château de Vaudre                                                      | Gabillou                                          | Schloss                 | |      |
| Schloss Vaugoubert Château de Vaugoubert                                              | Quinsac                                           | Schloss                 | |      |
| Schloss Vaures Château de Vaures                                                      | Cherveix-Cubas                                    | Schloss                 | |      |
| Herrenhaus Vaux Manoir de Vaux                                                        | Dussac                                            | Schloss (Herrenhaus)    | |      |
| Herrenhaus Les Vayssières Manoir des Vayssières                                       | Vitrac                                            | Schloss (Herrenhaus)    | |      |
| Schloss Vendoire Château de Vendoire                                                  | Champagne-et-Fontaine                             | Schloss                 | |      |
| Schloss Vendoire Château de Vendoire                                                  | Vendoire                                          | Schloss                 | |      |
| Schloss Verdeney Château de Verdeney                                                  | Coulaures                                         | Schloss                 | |      |
| Schloss Le Verdon Château du Verdon                                                   | Verdon                                            | Schloss                 | |      |
| Schloss Le Verdoyer Château du Verdoyer                                               | Champs-Romain                                     | Schloss                 | |      |
| Herrenhaus La Vergne Manoir de la Vergne                                              | Petit-Bersac                                      | Schloss (Herrenhaus)    | |      |
| Schloss La Vergne Château de la Vergne                                                | Plazac                                            | Schloss                 | 1923 niedergebrannt |      |
| Schloss La Vergne Château de la Vergne                                                | Saint-Sulpice-de-Mareuil                          | Schloss                 | |      |
| Schloss La Vergne Manoir de la Vergne                                                 | Saint-Sulpice-de-Roumagnac                        | Schloss (Herrenhaus)    | |      |
| Herrenhaus Vergt Manoir de Vergt                                                      | Vergt                                             | Schloss (Herrenhaus)    | |      |
| Herrenhaus Verliac Manoir de Verliac                                                  | Saint-Chamassy                                    | Schloss (Herrenhaus)    | |      |
| Herrenhaus La Vermondie Manoir de la Vermondie                                        | Saint-Léon-sur-Vézère                             | Schloss (Herrenhaus)    | In der Nähe des Schiefen Turms von La Vermondie |      |
| Burg Vernode Château de Vernode                                                       | Tocane-Saint-Apre                                 | Burg                    | Ruine |      |
| Schloss Verteillac Château de Verteillac                                              | Verteillac                                        | Schloss                 | Abgegangen |      |
| Kartause Vertio Chartreuse de Vertiol                                                 | Saint-Crépin-d’Auberoche                          | Schloss (Kartause)      | |      |
| Herrenhaus Verzinas Manoir de Verzinas                                                | Vaunac                                            | Schloss (Herrenhaus)    | |      |
| Herrenhaus Vessat Maison noble de Vessat                                              | Château-l’Évêque                                  | Schloss (Herrenhaus)    | |      |
| Herrenhaus Vétissons Manoir de Vétissons                                              | Petit-Bersac                                      | Schloss (Herrenhaus)    | |      |
| Schloss Veyrignac Château de Veyrignac                                                | Veyrignac                                         | Schloss                 | 1944 abgebrannt und seitdem restauriert |      |
| Herrenhaus Veyssière Manoir de Veyssière                                              | Prats-de-Carlux                                   | Schloss (Herrenhaus)    | |      |
| Herrenhaus Véziat Manoir de Véziat                                                    | Monplaisant                                       | Schloss (Herrenhaus)    | |      |
| Herrenhaus La Vidalie Manoir la Vidalie                                               | Bouniagues                                        | Schloss (Herrenhaus)    | |      |
| Schloss Vieillecour Château de Vieillecour                                            | Saint-Pierre-de-Frugie                            | Schloss                 | Vedast ist in dieser Burg geboren, Richard Löwenherz ist dort 1199 gestorben |      |
| Schloss Vieux-Mareuil Château de Vieux-Mareuil                                        | Vieux-Mareuil                                     | Schloss                 | |      |
| Schloss La Vigerie Château de la Vigerie                                              | Saint-Laurent-des-Hommes                          | Schloss                 | |      |
| Schloss La Vigerie Château de la Vigerie                                              | Sarliac-sur-l’Isle                                | Schloss                 | |      |
| Herrenhaus Vigier Manoir de Vigier                                                    | Monestier                                         | Schloss (Herrenhaus)    | Heute ein Hotel-Restaurant |      |
| Schloss Les Vigiers Château des Vigiers                                               | Monestier                                         | Schloss                 | |      |
| Schloss Le Vigneau Château du Vigneau                                                 | Saint-Seurin-de-Prats                             | Schloss                 | |      |
| Schloss Vigneras Château de Vigneras                                                  | Champcevinel                                      | Schloss                 | |      |
| Herrenhaus Villac Manoir de Villac                                                    | Villac                                            | Schloss (Herrenhaus)    | |      |
| Herrenhaus Villedebost Manoir de Villedebost                                          | Javerlhac-et-la-Chapelle-Saint-Robert             | Schloss (Herrenhaus)    | |      |
| Burg Villefranche-de-Lonchat Château fort de Villefranche-de-Lonchat                  | Villefranche-de-Lonchat                           | Burg                    | Ruine |      |
| Herrenhaus La Villiade Manoir la Villiade                                             | Thiviers                                          | Schloss (Herrenhaus)    | |      |
| Burg Viregogue Château de Viregogue                                                   | Saint-Cyprien                                     | Burg                    | Ruine |      |
| Schloss Viregogue Château de Viregogue                                                | Segonzac                                          | Schloss                 | |      |
| Schloss Vitrac Château de Vitrac                                                      | Vitrac                                            | Schloss                 | |      |
| Schloss La Vitrolle Château la Vitrolle                                               | Limeuil                                           | Schloss                 | |      |